# Florent van Ertborn
Florent van Ertborn, né le 4 avril 1784 à Anvers et mort le 28 août 1840 à La Haye, est un homme politique et collectionneur néerlandais originaire des Pays-Bas autrichiens (Belgique).

## Biographie
Fils d'Emmanuel-François-de-Paule van Ertborn (1761-1818) et de Catherine-Henriette-Josèphe de Witte (née en 1758), Florent-Joseph van Ertborn est issu d'une riche famille originaire de Malines.

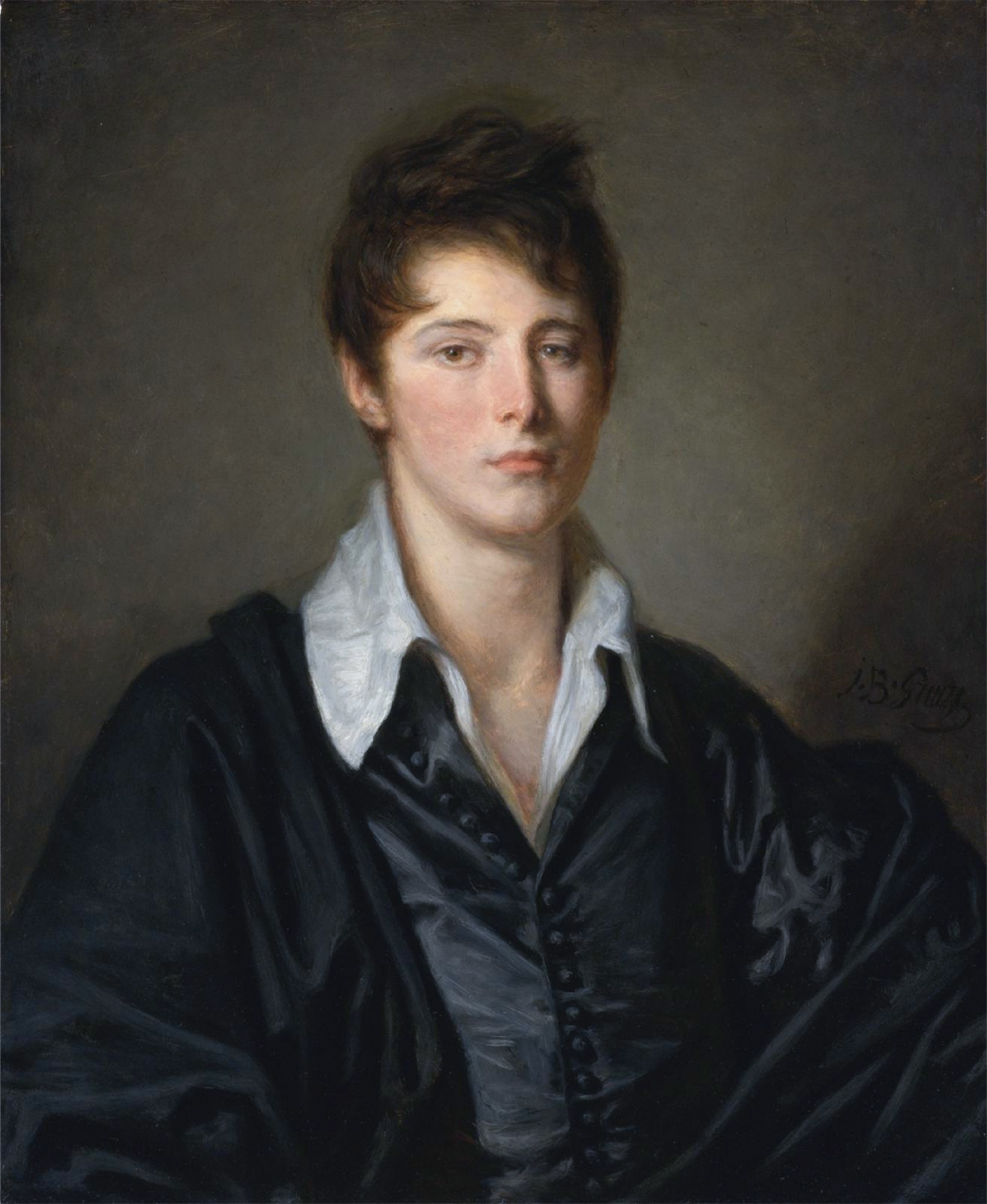
Portrait de Van Ertborn par Greuze (1804).

Orangiste, le chevalier van Ertborn est le bourgmestre de sa ville natale entre 1817 et 1828, à l'époque où la Belgique appartient au royaume uni des Pays-Bas de Guillaume Ier. Sous sa magistrature, le port sur l'Escaut est agrandi et les dettes de la ville sont réduites. C'est également à son initiative que la première école gratuite d'Anvers voit le jour en 1818 ou 1819. En 1826, aux côtés du baron Philippe de Pret de ter Veken (d) et de Mathieu-Ignace Van Brée, il fait partie de la commission chargée de préparer l'érection d'une statue de Rubens sur la Groenplaats.
En 1828, il est nommé gouverneur de la province d'Utrecht. Guillaume Ier le nomme également chambellan et membre de l'Institut royal.
Il est décoré de nombreuses distinctions honorifiques néerlandaises et étrangères : chevalier de l'Éperon d'or, de la Légion d'honneur et du Lion néerlandais. Selon Saint-Allais, suivi par quelques autres auteurs du XIXe siècle,, Van Ertborn aurait également été présenté comme chevalier de Malte le 27 septembre 1819, mais cette affirmation est impossible car Van Ertborn s'est marié en 1830, or les chevaliers de Malte sont des moines réguliers qui prononcent des vœux religieux perpétuels qui les engagent à vie.
Le 26 mai 1830, il épouse à Utrecht Adrienne-Éléonore-Joséphine van Heeckeren (1812-1850), fille du baron Guillaume-Frédéric van Heeckeren (1758-1835).
Après la révolution belge, la majorité des notables anversois souhaite que Florent van Ertborn redevienne bourgmestre, mais il décline cette élection. Malgré cet acte de loyalisme, il est suspecté de sympathies envers ses compatriotes et finit par être révoqué de son poste de gouverneur en 1831.
Devenu presque aveugle, il meurt à La Haye en 1840, mais il est ensuite inhumé avec les honneurs dans sa ville natale. Son nom a été donné à une rue d'Anvers, la Van Ertbornstraat, située derrière l'Opéra royal flamand.

## Collection
Van Ertborn est surtout connu pour son intérêt pour les primitifs flamands, dont il contribue à la redécouverte, en rassemblant progressivement une importante collection d'une centaine de tableaux, qu'il lègue à sa ville natale,. La plupart de ces peintures appartiennent à la Renaissance flamande, mais d'autres écoles de la même époque sont également représentées. Pour honorer la mémoire de ce généreux donateur, la ville d'Anvers a fait réaliser son buste en marbre par le sculpteur Joseph Geefs en 1849.
Les œuvres de ce « musée van Ertborn » sont aujourd'hui conservées au musée royal des Beaux-Arts d'Anvers. Pendant la restauration complète de ce musée, entre 2019 et 2022, plusieurs de ces tableaux sont présentés au musée Mayer van den Bergh, dans le cadre d'une exposition consacrée à la constitution des riches collections de Florent van Ertborn et de Fritz Mayer van den Bergh (en).

### Galerie
Sauf mention contraire, les œuvres ci-dessous, léguées par Van Ertborn à sa ville natale et conservées au musée royal des Beaux-Arts d'Anvers, ont été peintes à l'huile sur des panneaux de bois. Elles sont rangées par ordre chronologique de création. Le numéro d'inventaire est indiqué entre crochets.

#### Écoles des anciens Pays-Bas

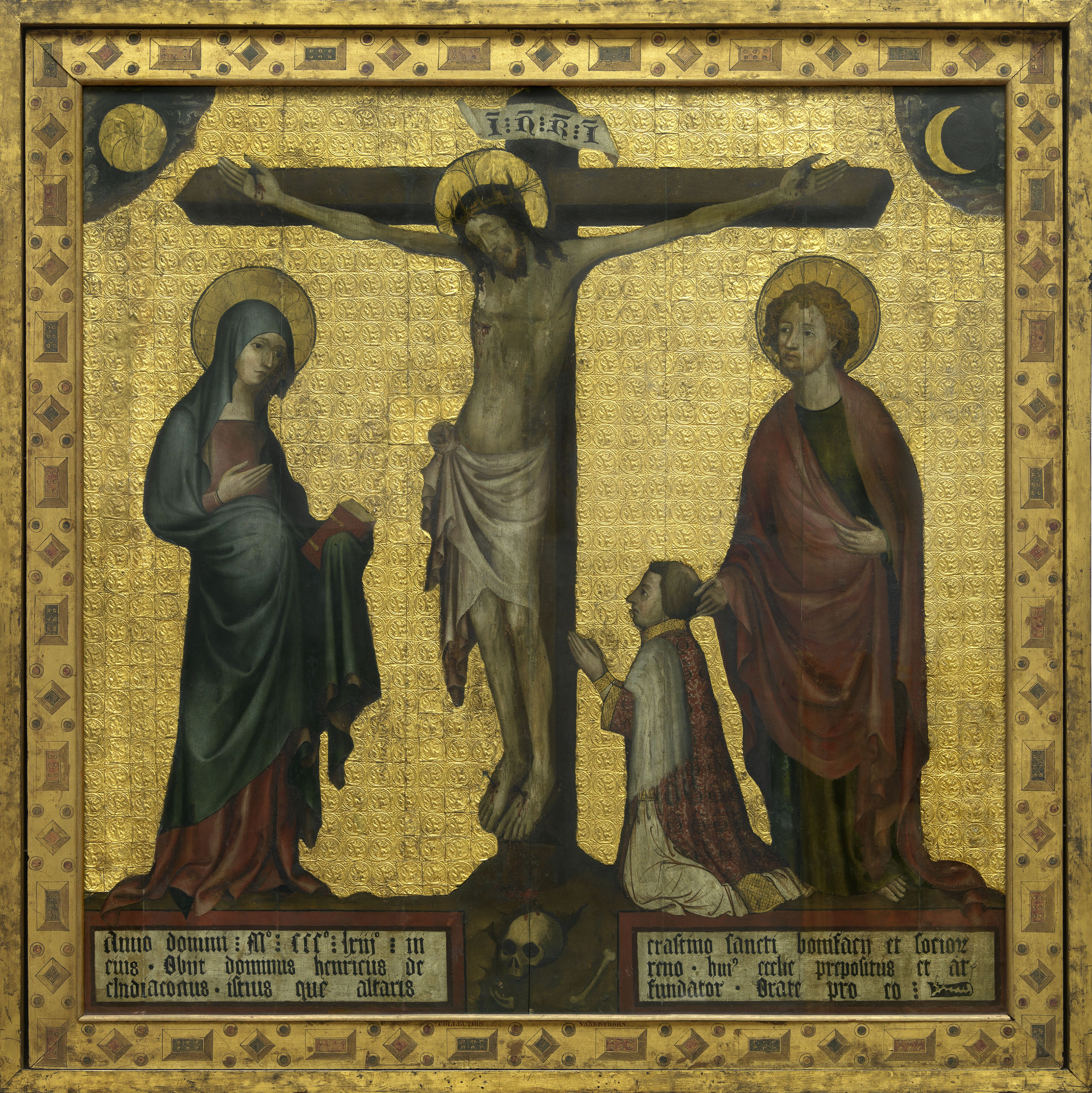
Anonyme, Calvaire d'Hendrik van Rijn (en), Utrecht, 1363 [519][9].
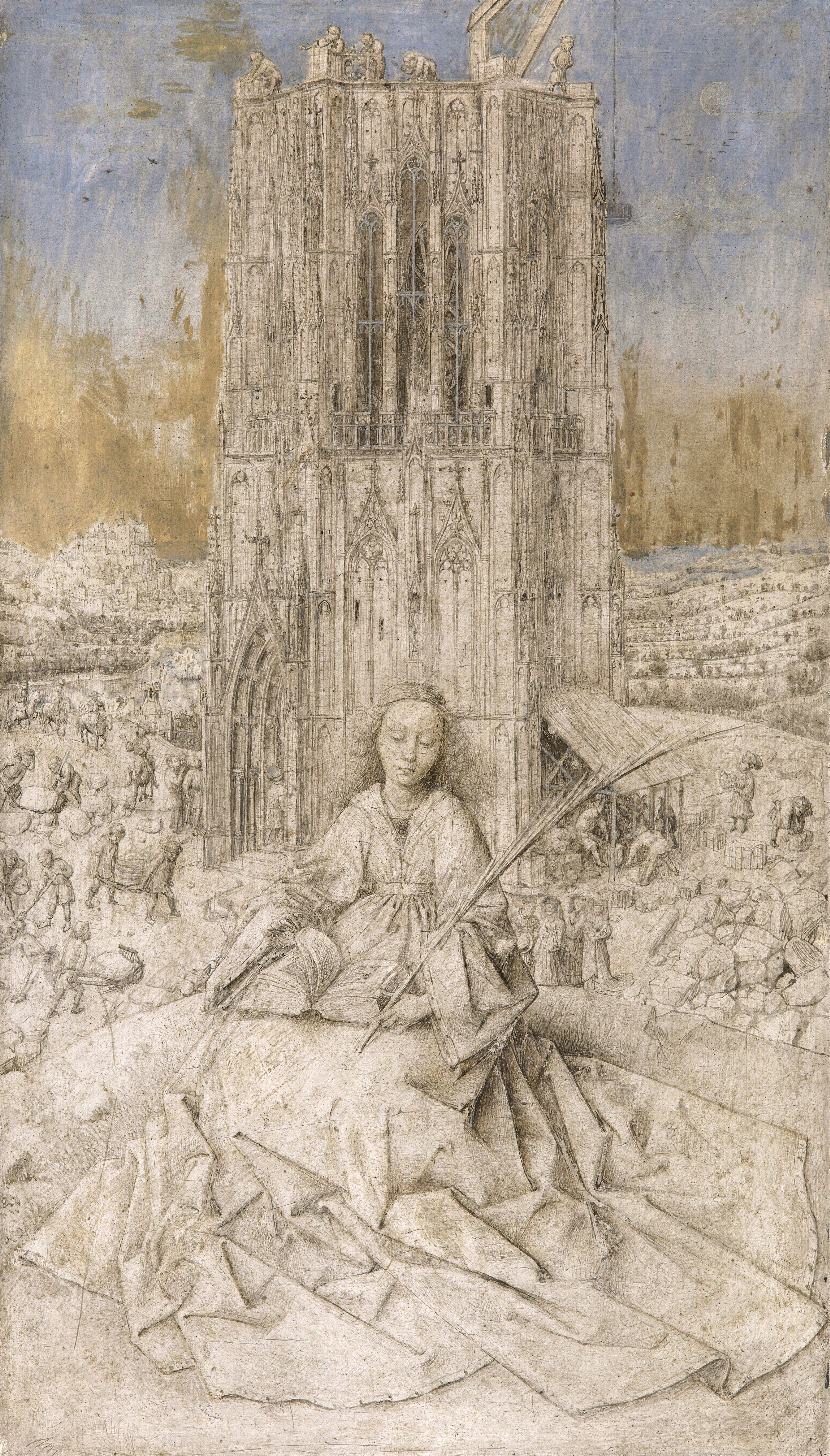
Jan van Eyck, Sainte Barbe, 1437 [410][10].
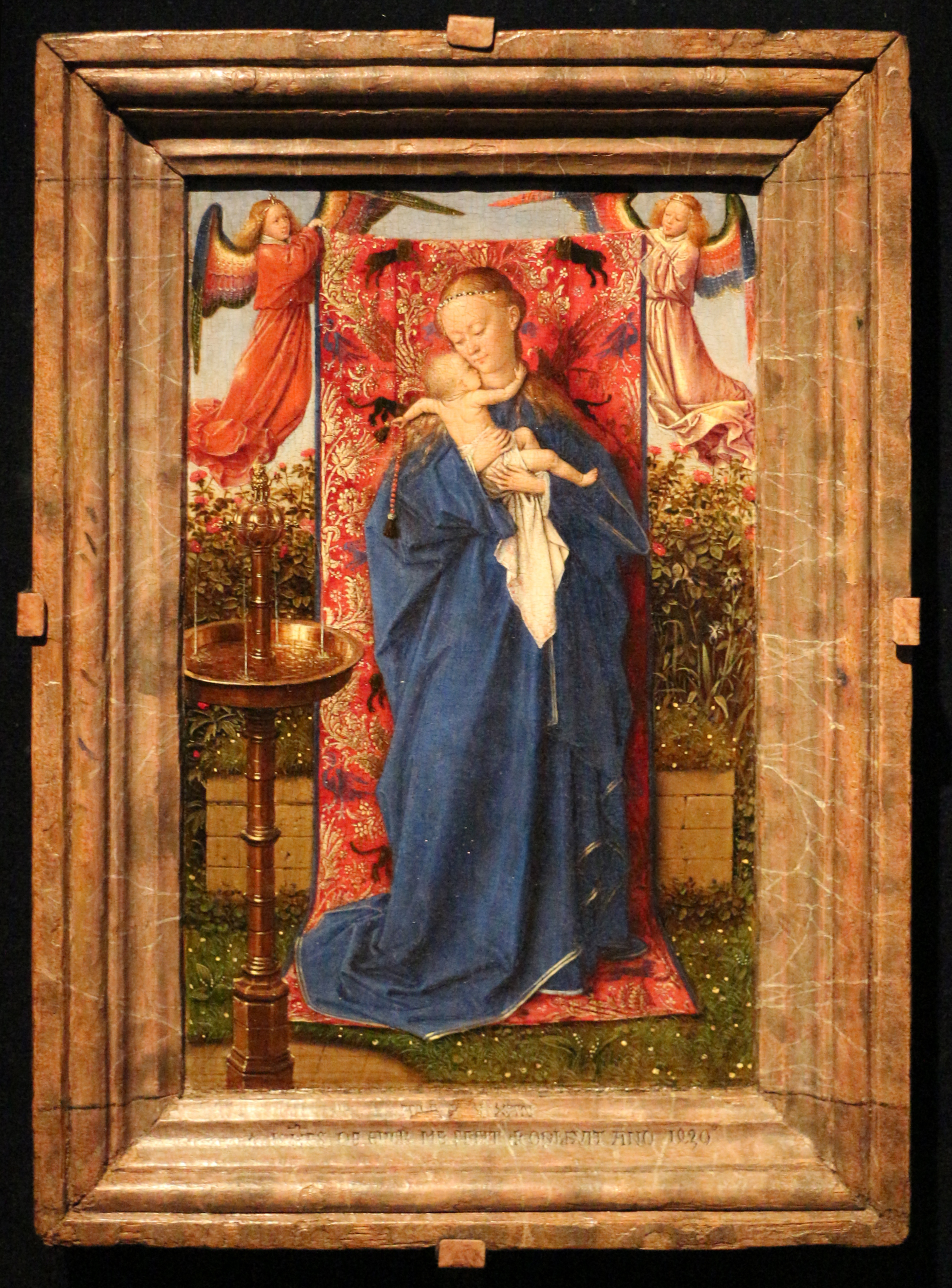
Jan van Eyck, Vierge à la fontaine, 1439 [411][11].
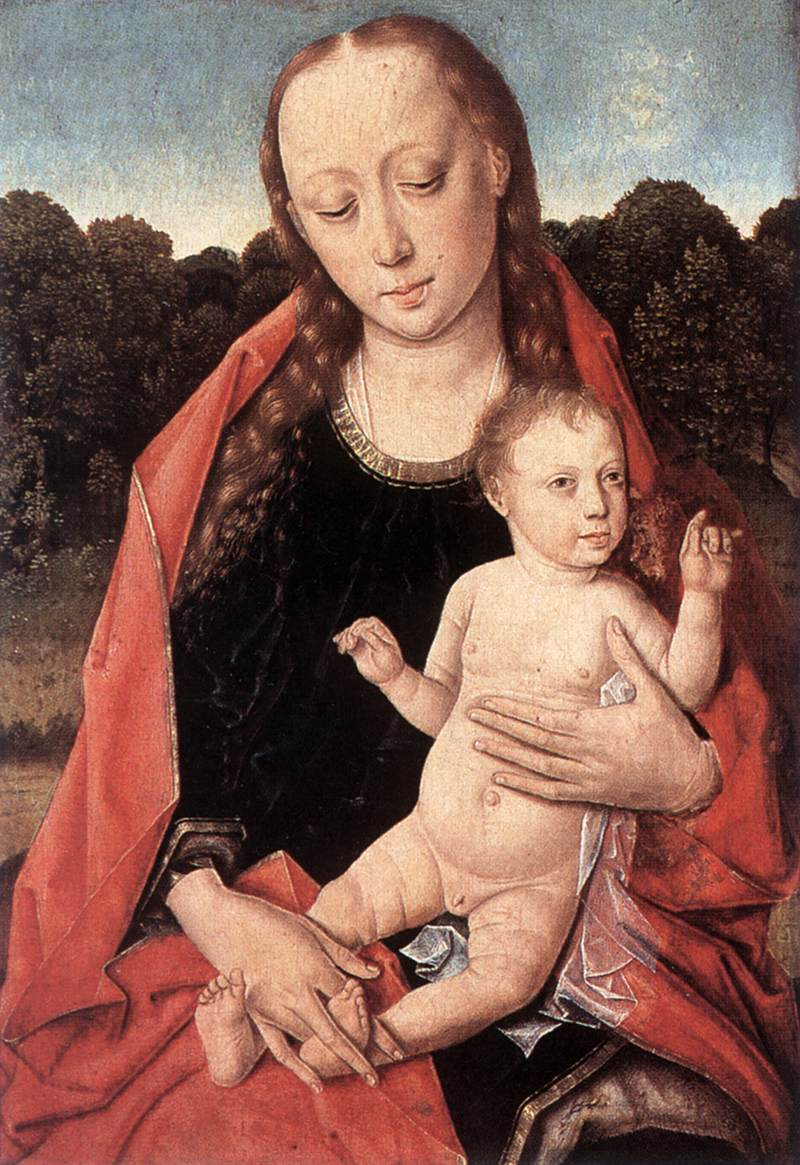
Dirk Bouts, Vierge à l'Enfant, troisième quart du XVe siècle [28][12].
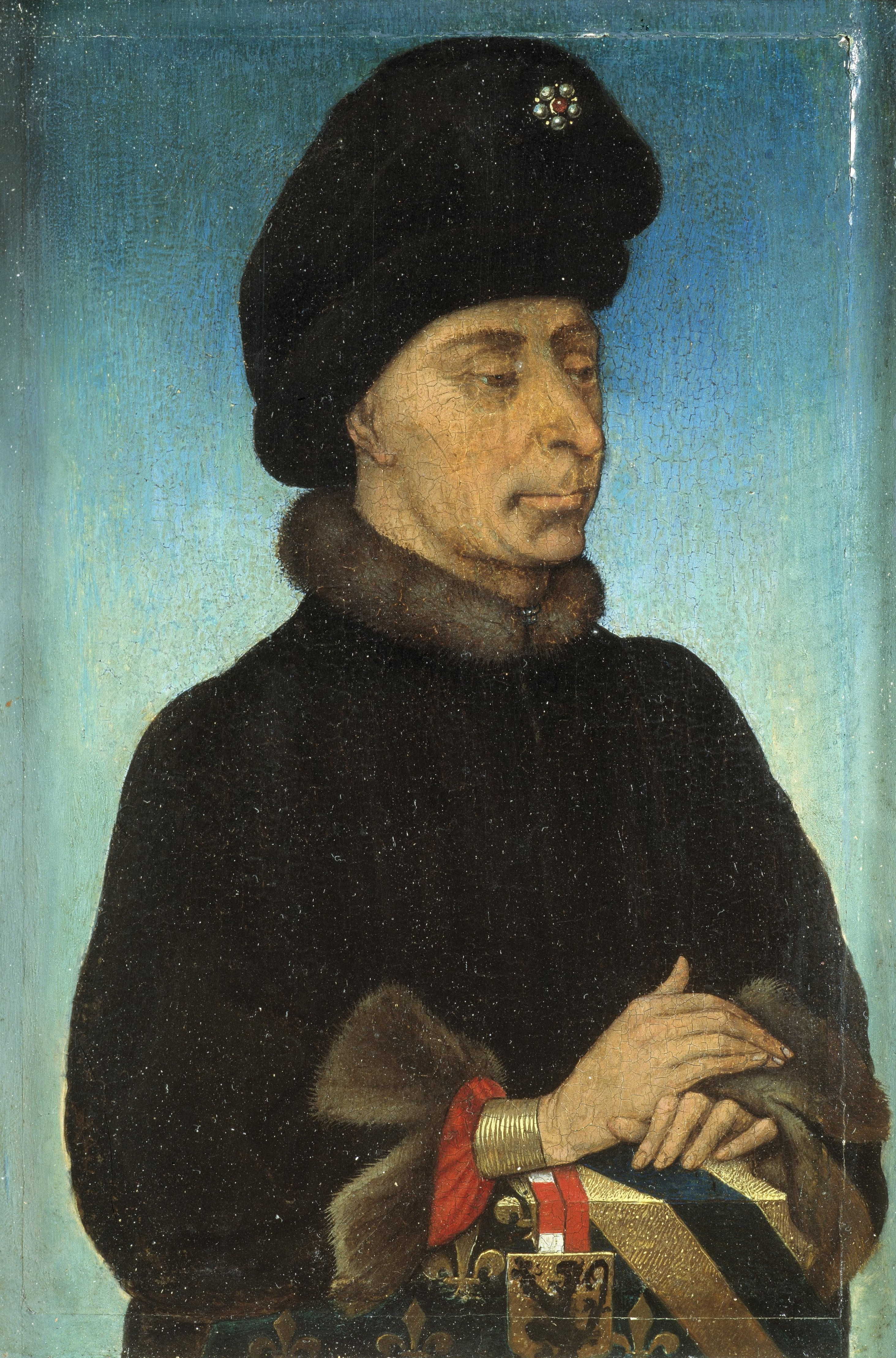
Anonyme (Pays-Bas bourguignons), Portrait de Jean sans Peur, vers 1450 [540][13].
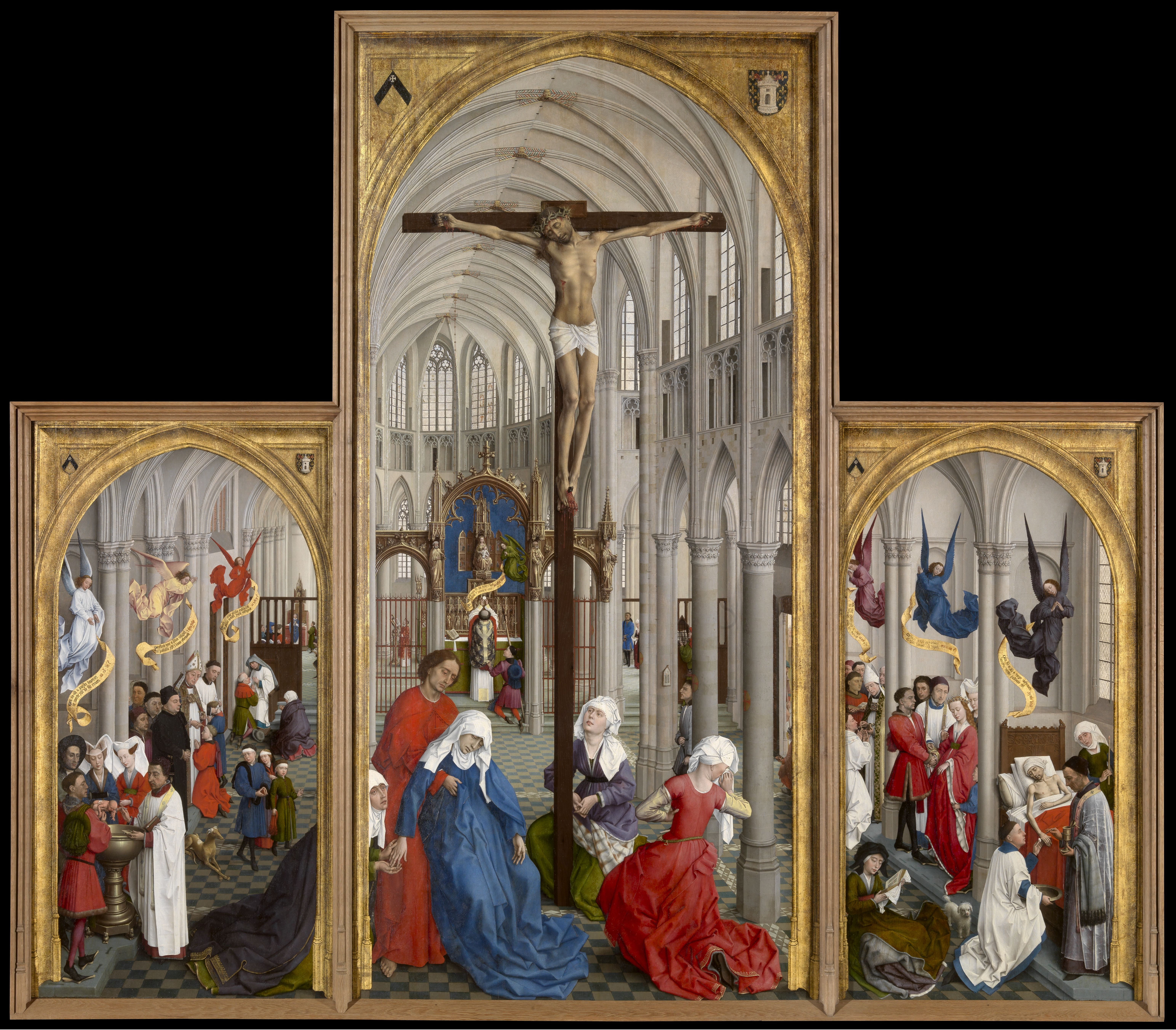
Rogier van der Weyden, Triptyque des sept sacrements, vers 1445-1450 [393][14].
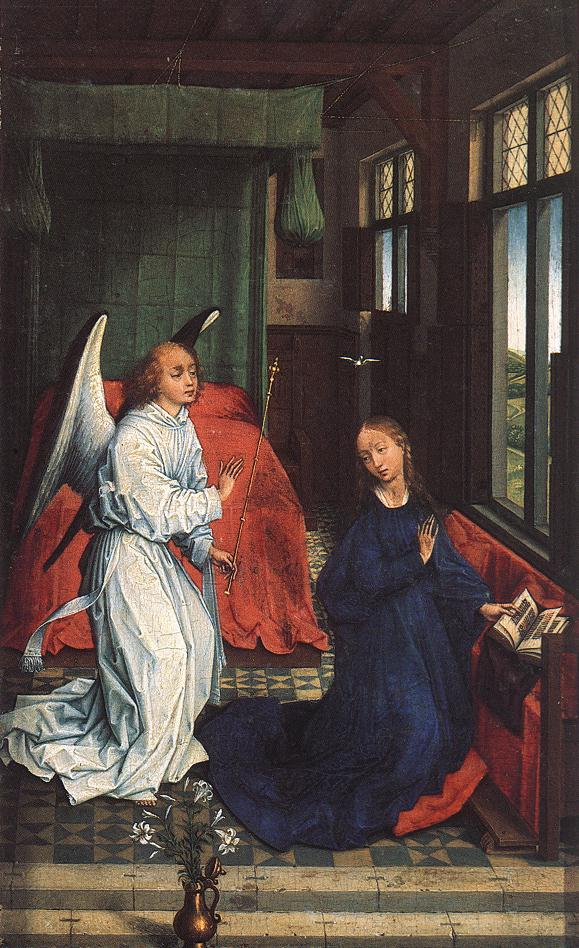
Suiveur de Rogier van der Weyden, L'Annonciation, première moitié du XVe siècle [396][15].
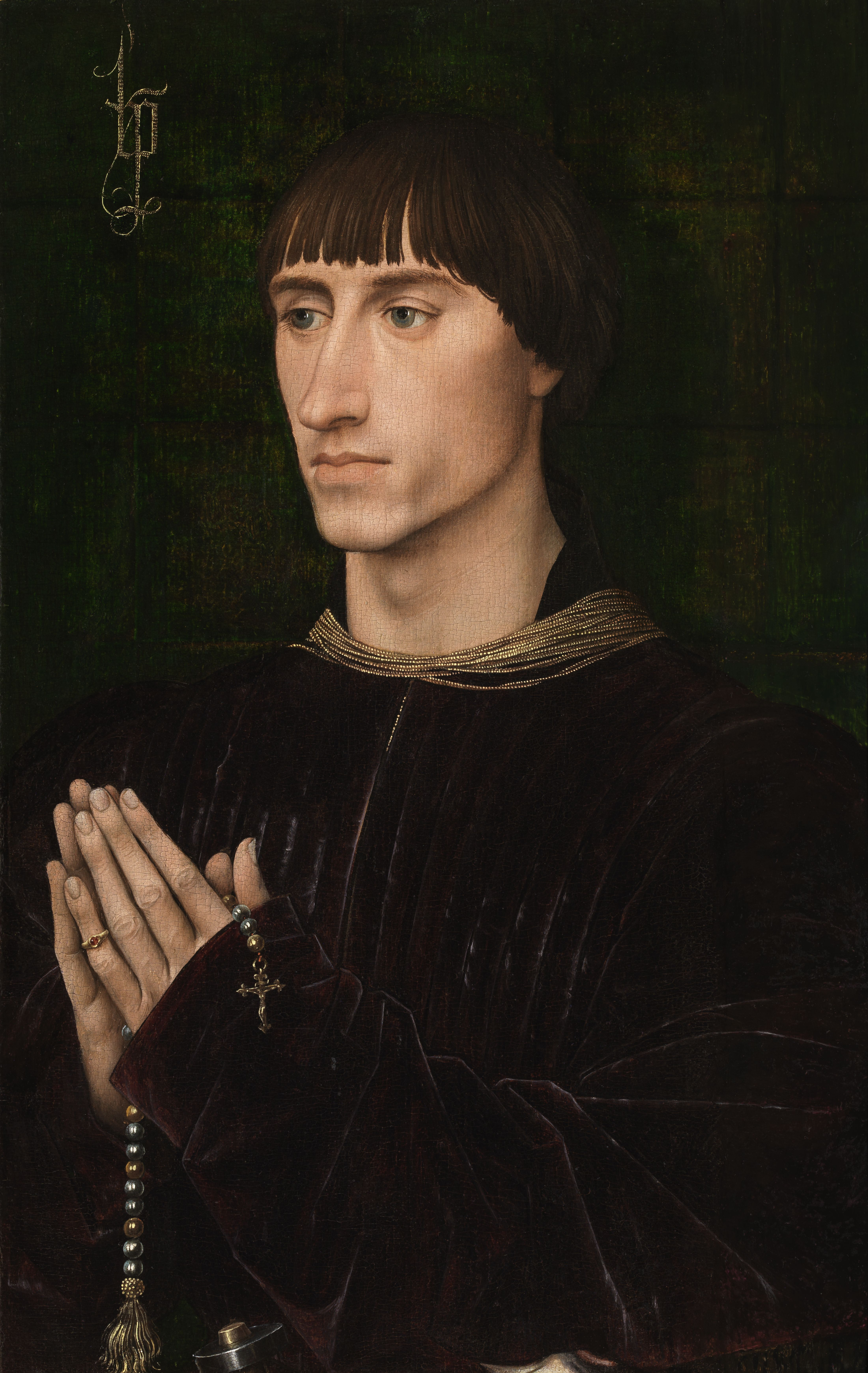
Rogier van der Weyden, Portrait de Philippe de Croÿ, vers 1460 [254][16].
Hans Memling, Portrait d'homme avec une pièce de monnaie romaine, vers 1480 [5][17].
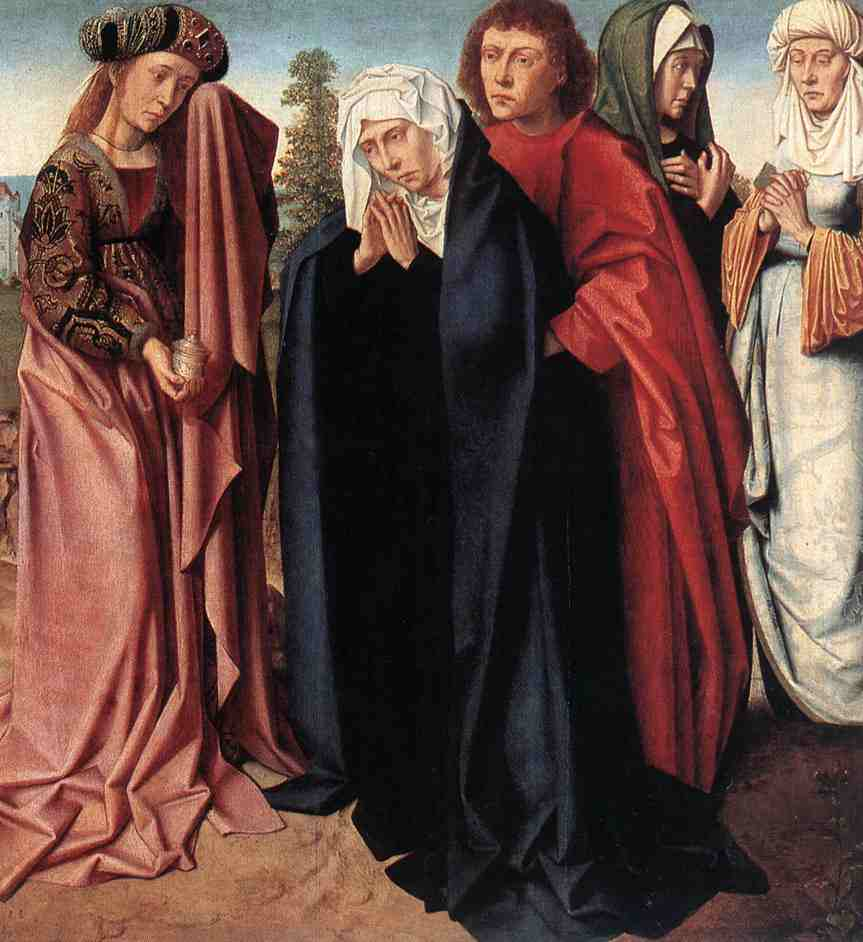
Gérard David, Les Quatre Marie revenant du tombeau du Christ, vers 1485 [179][18].
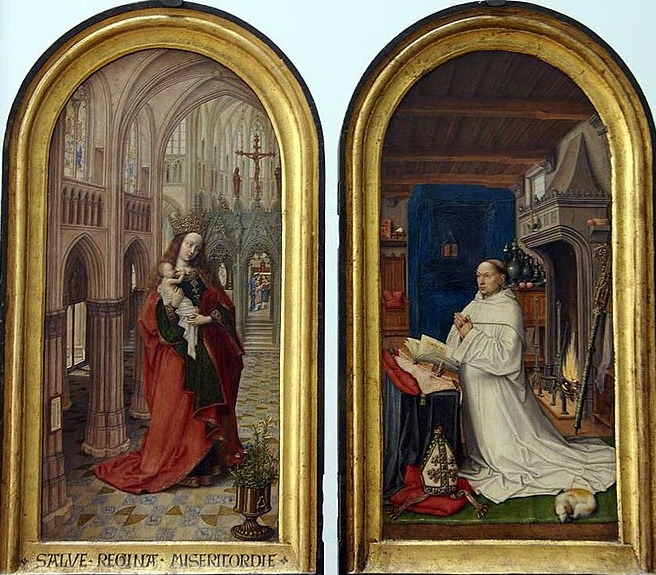
Maître de 1499, Diptyque de Chrétien de Hondt, abbé de Notre-Dame des Dunes, 1499 [255-256][16].
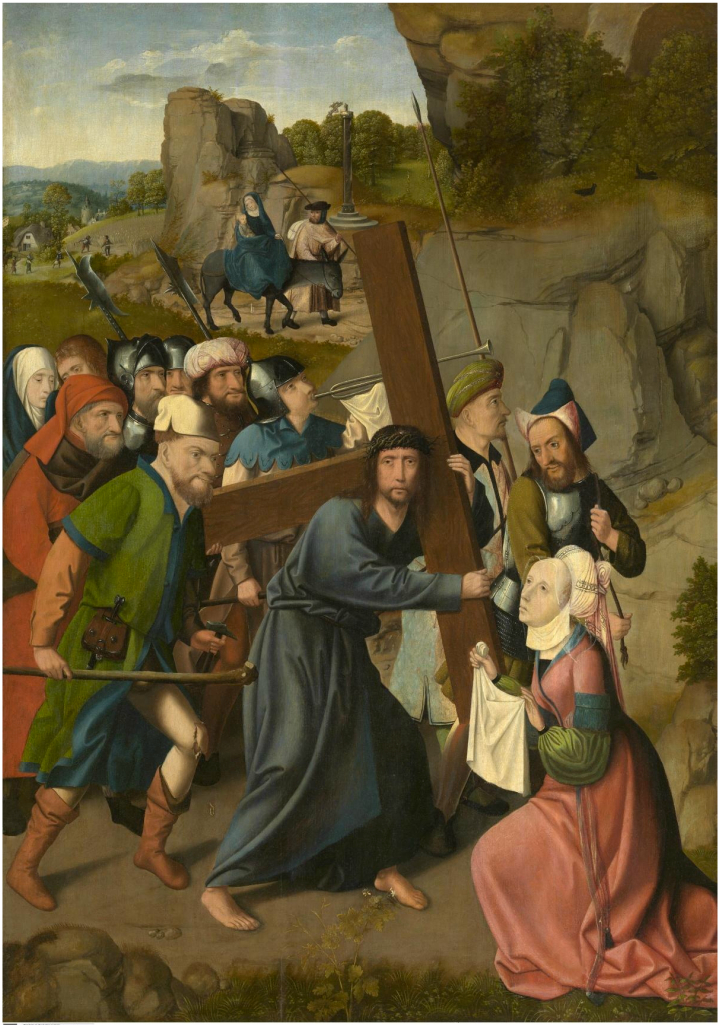
Maître de Hoogstraeten (en), Le Portement de la croix, vers 1500 [383][19].
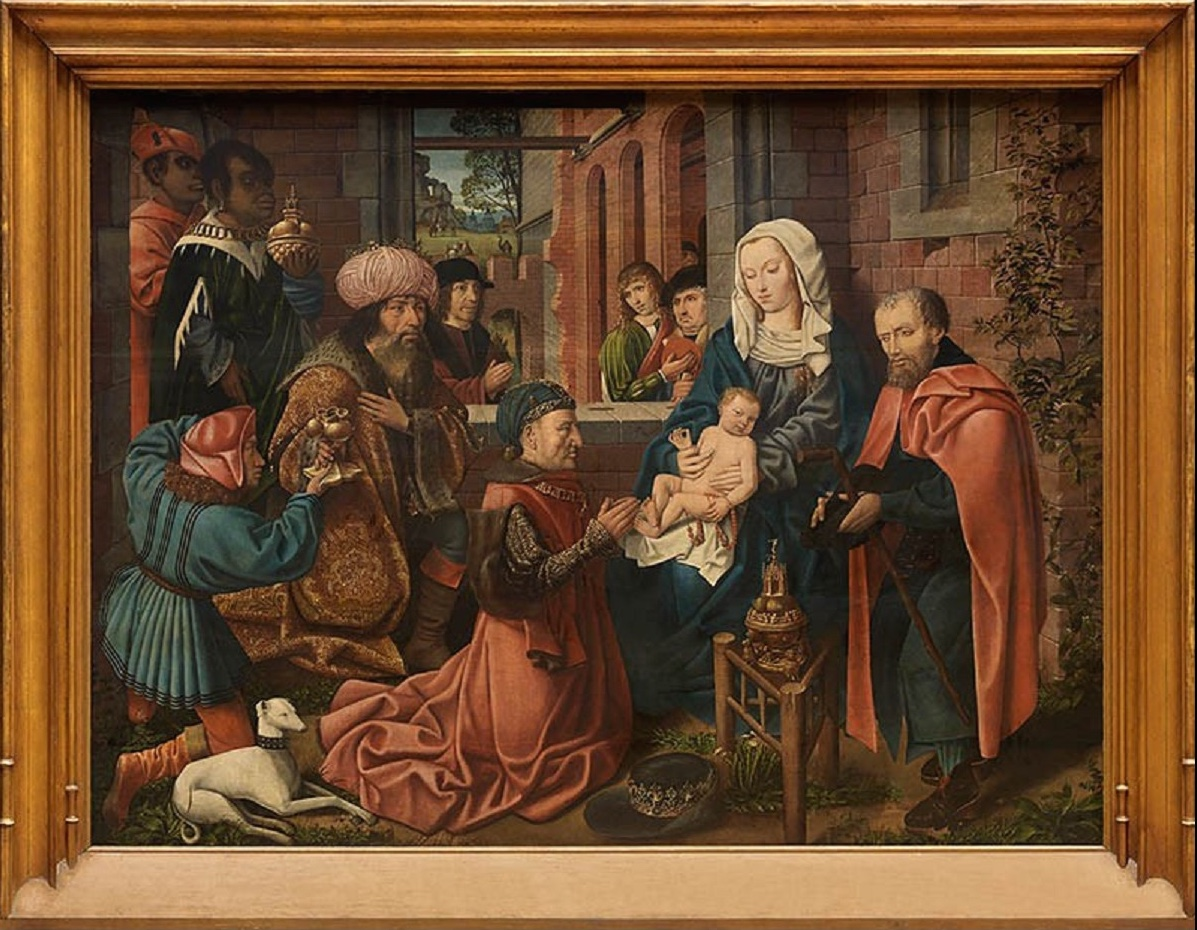
Maître de Francfort, L'Adoration des mages (panneau central d'un triptyque), début du XVIe siècle [168][20].
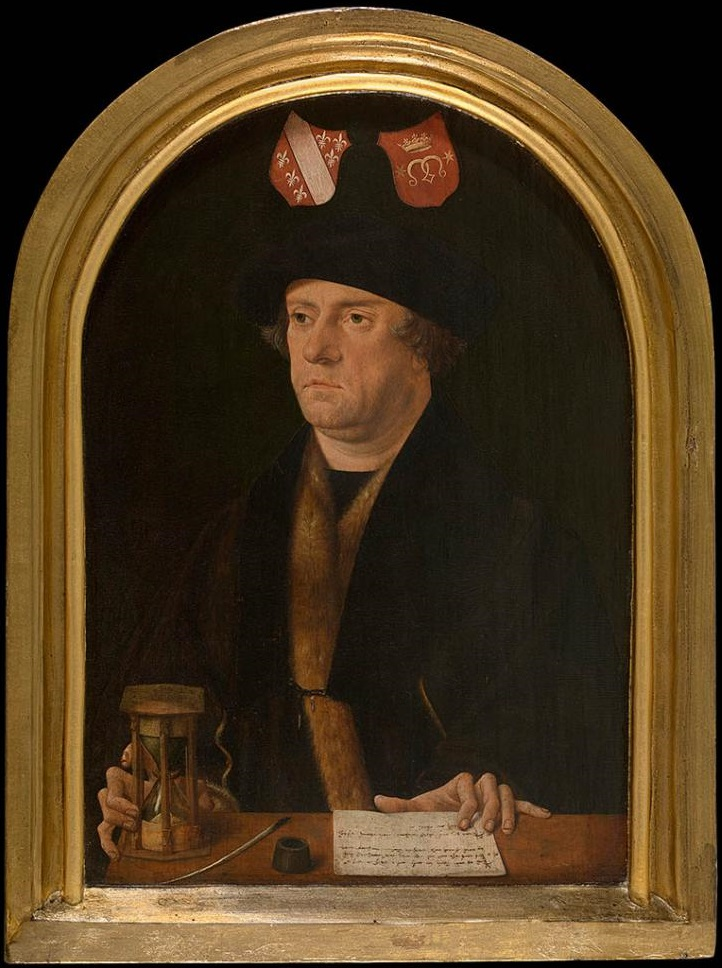
Jacob Cornelisz van Oostsanen, Portrait d'homme, 1514 [559][21].
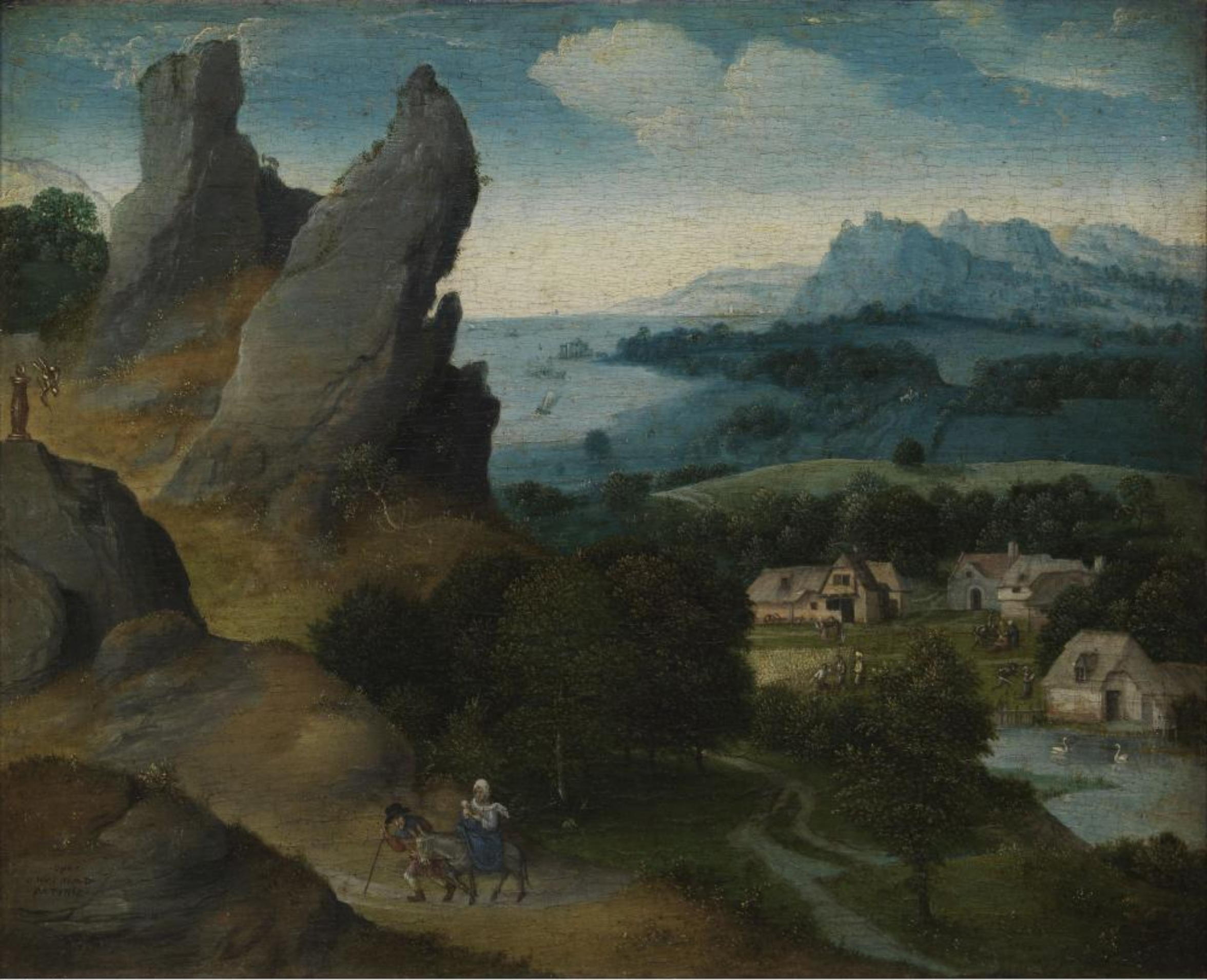
Joachim Patinier, Paysage avec la fuite en Égypte, avant 1515 [64][22].
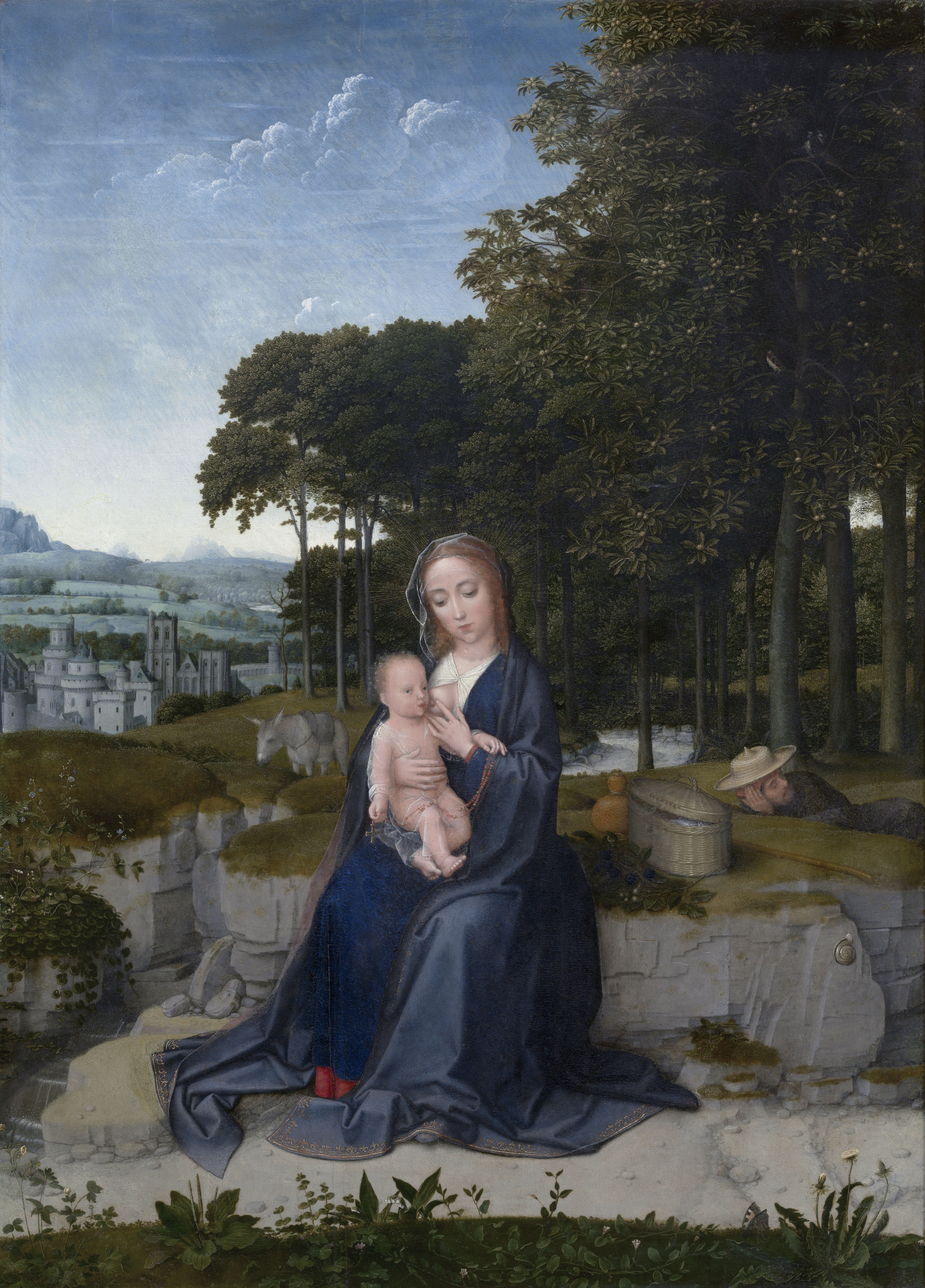
Gérard David, Le Repos durant la fuite en Égypte, vers 1515 [47][23].
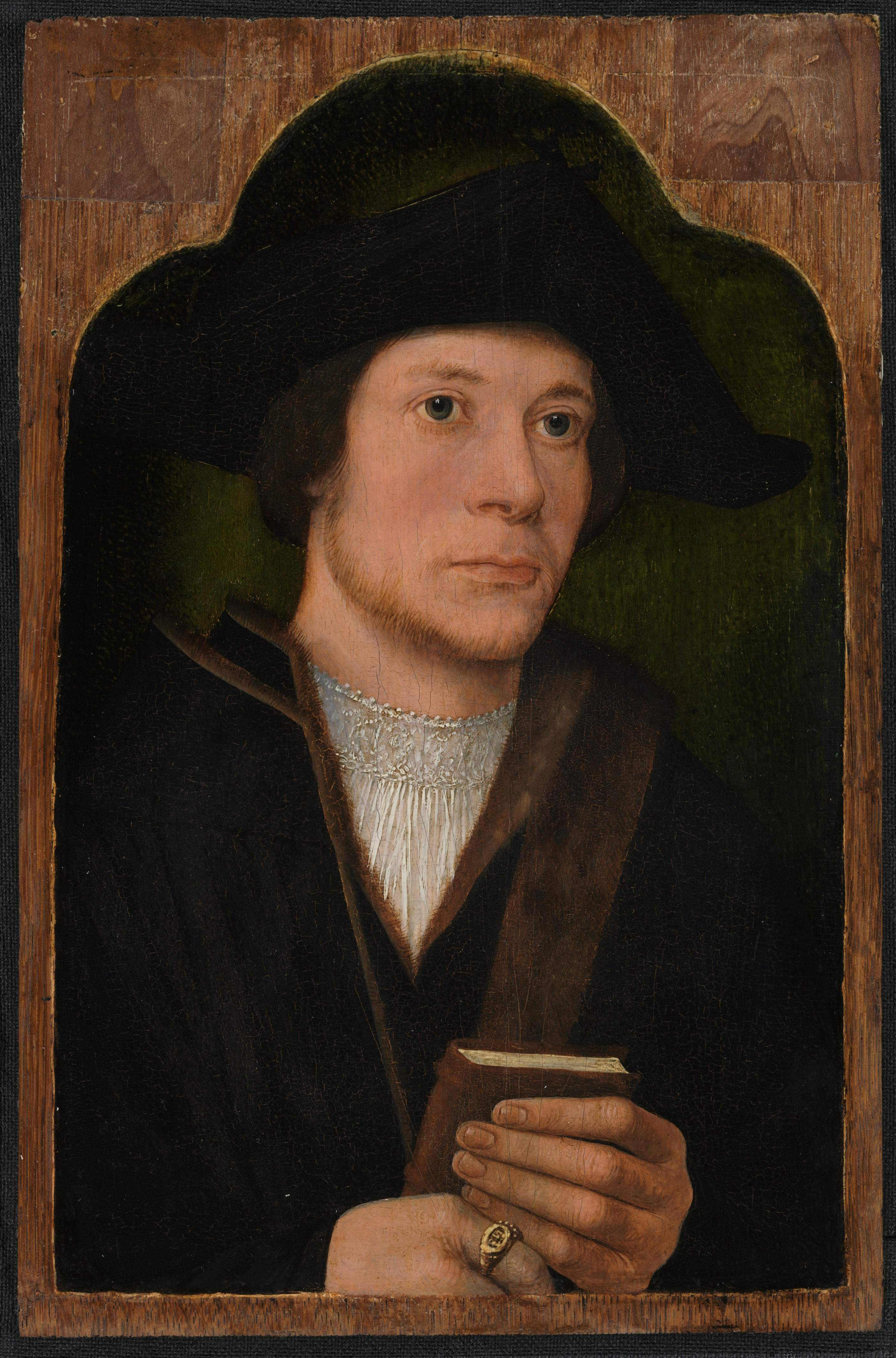
Michel Sittow, Portrait d'homme, vers 1515 [537][24].
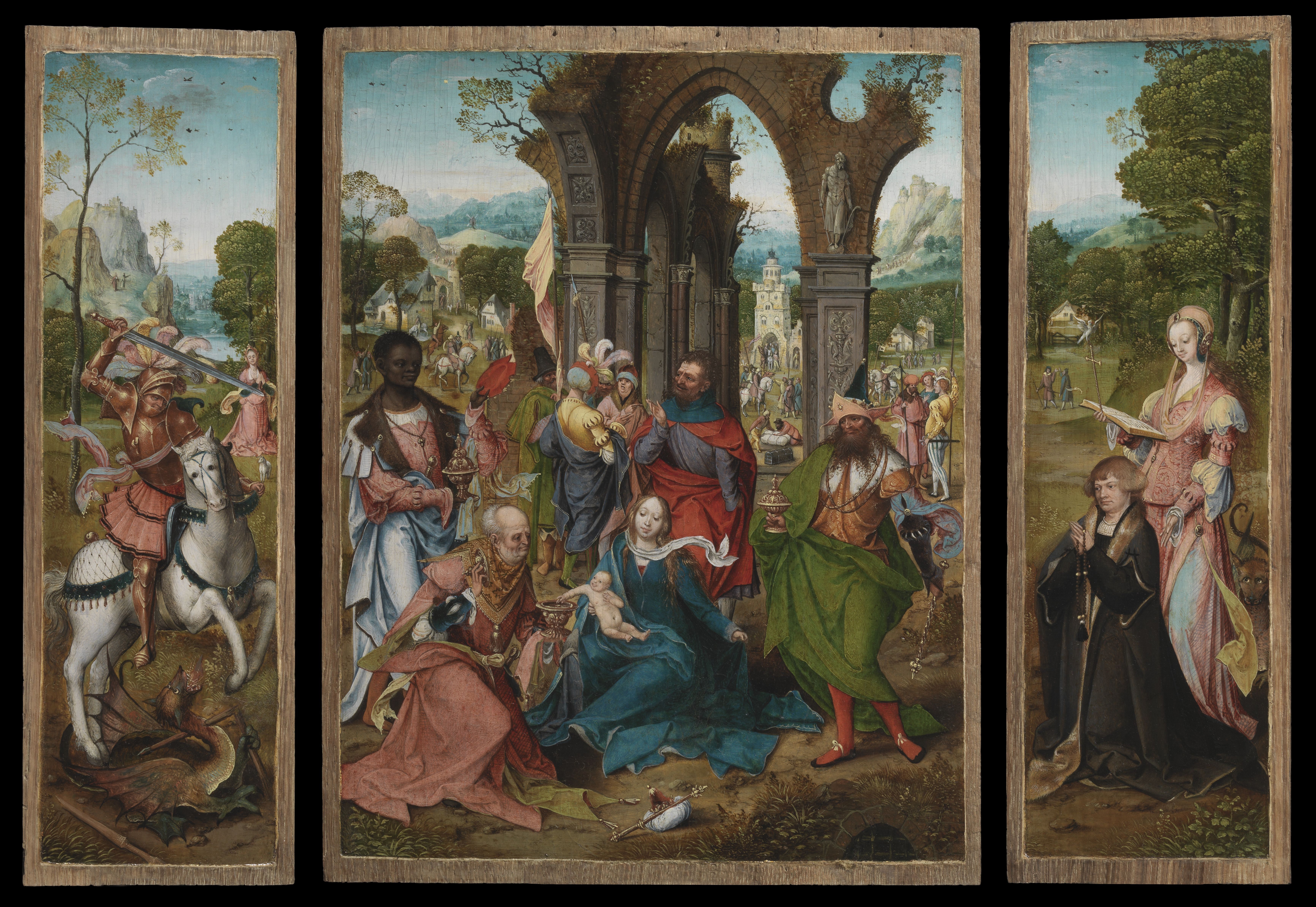
Maître de l'Adoration d'Anvers (en), L'Adoration des mages, 1519 [208-210][25].
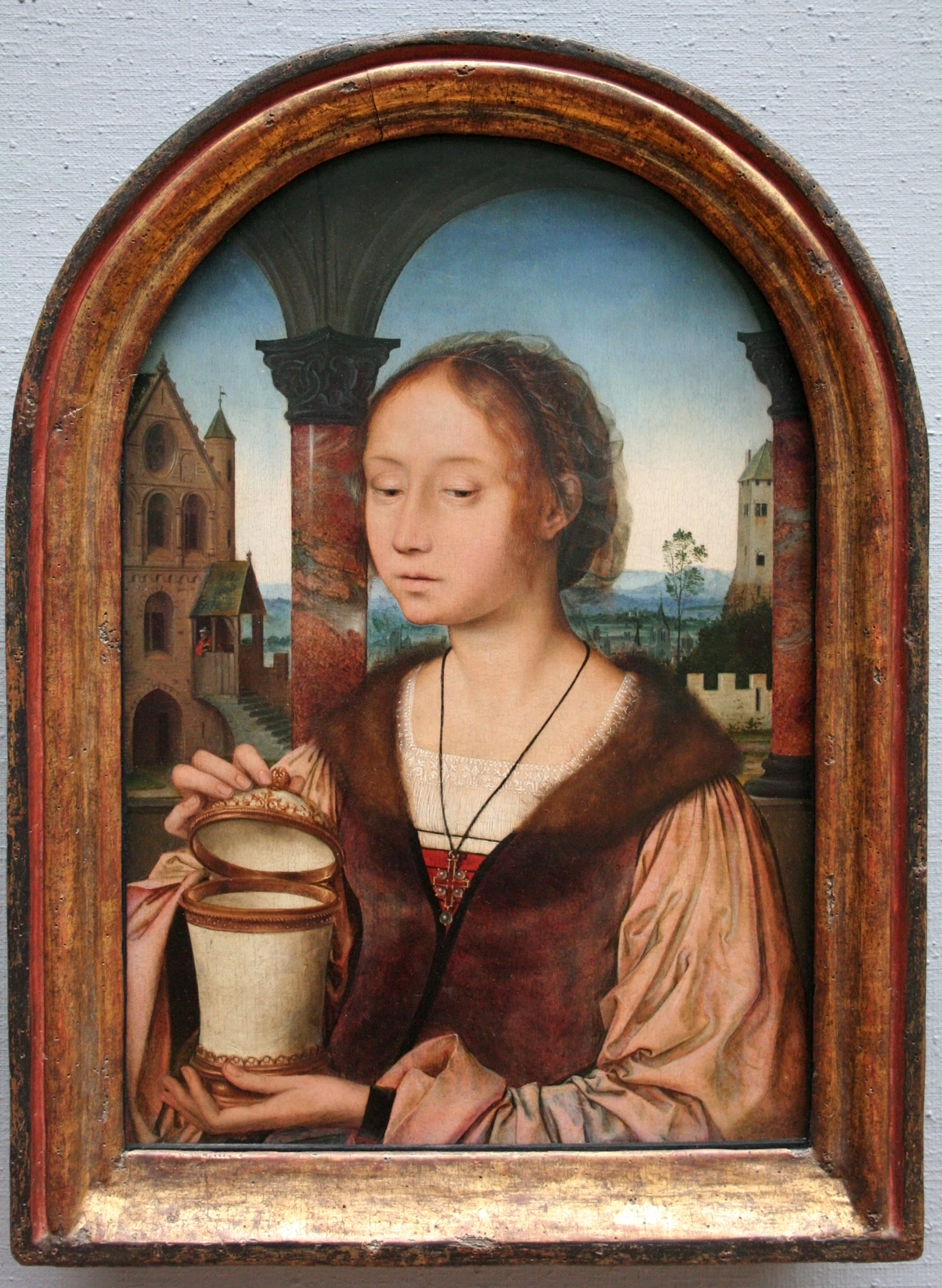
Quentin Metsys, Sainte Marie Madeleine, vers 1514-1524 [243][26].
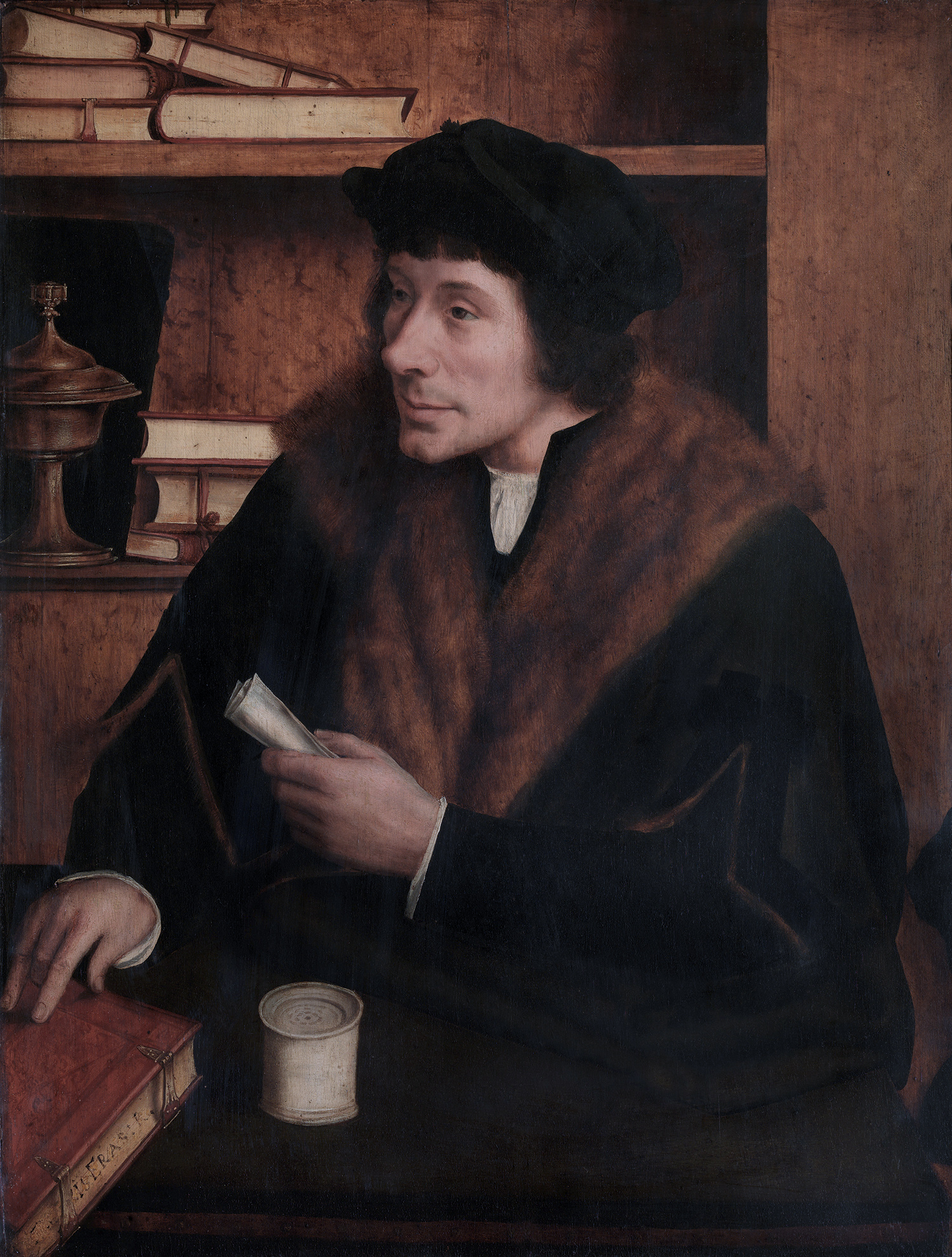
Quentin Metsys, Portrait de Pieter Gillis, vers 1517-1530 [198][27].
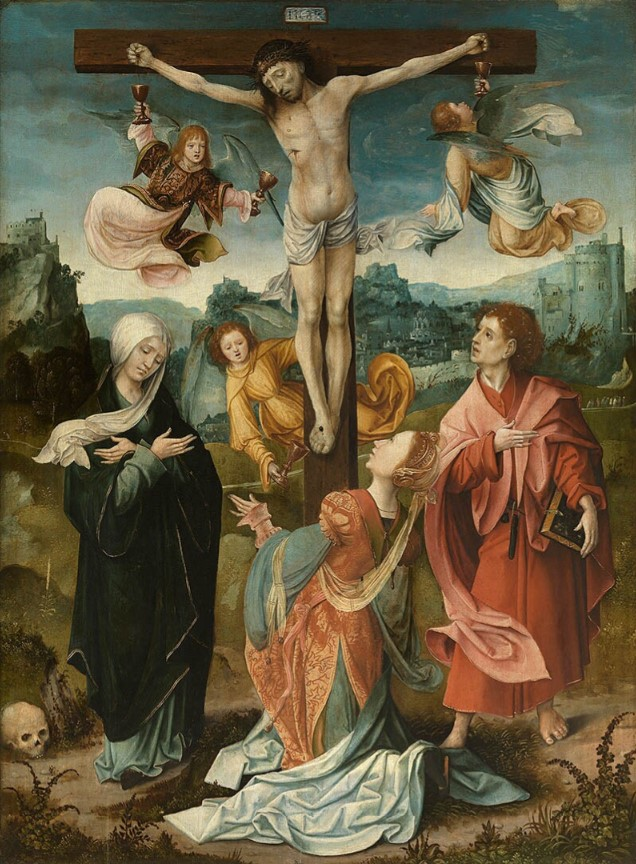
Maître de l'Adoration Groote, Le Christ en croix, années 1520 [325][28].
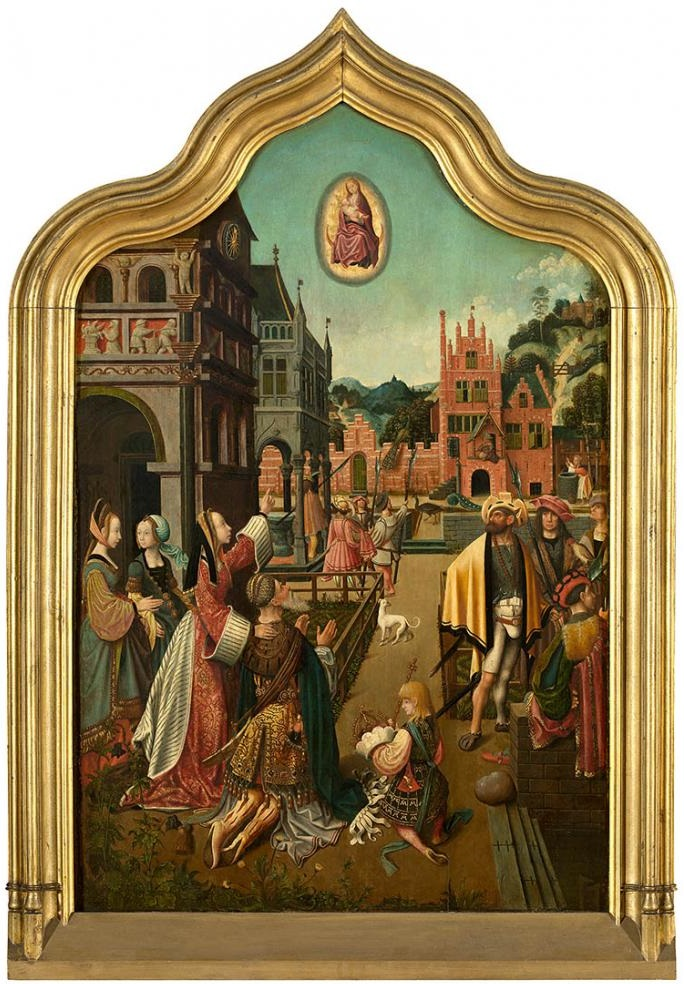
Attribué à Jan Mostaert, La Sibylle de Tibur, années 1520 [557][29].
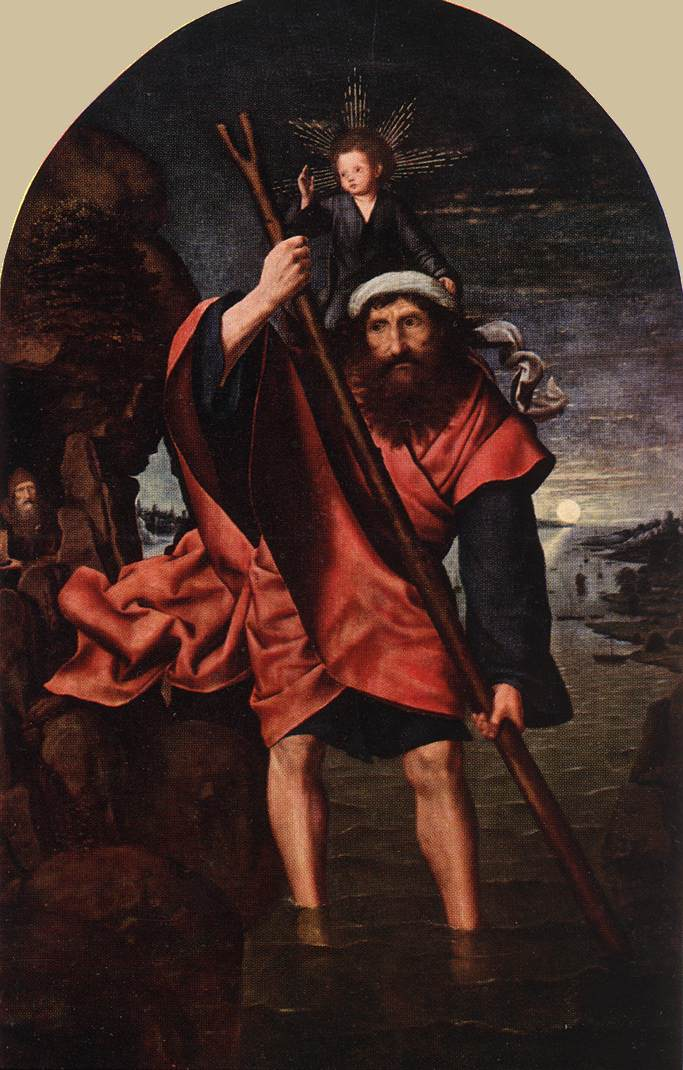
Quentin Metsys, Saint Christophe, avant 1530 [29][30].
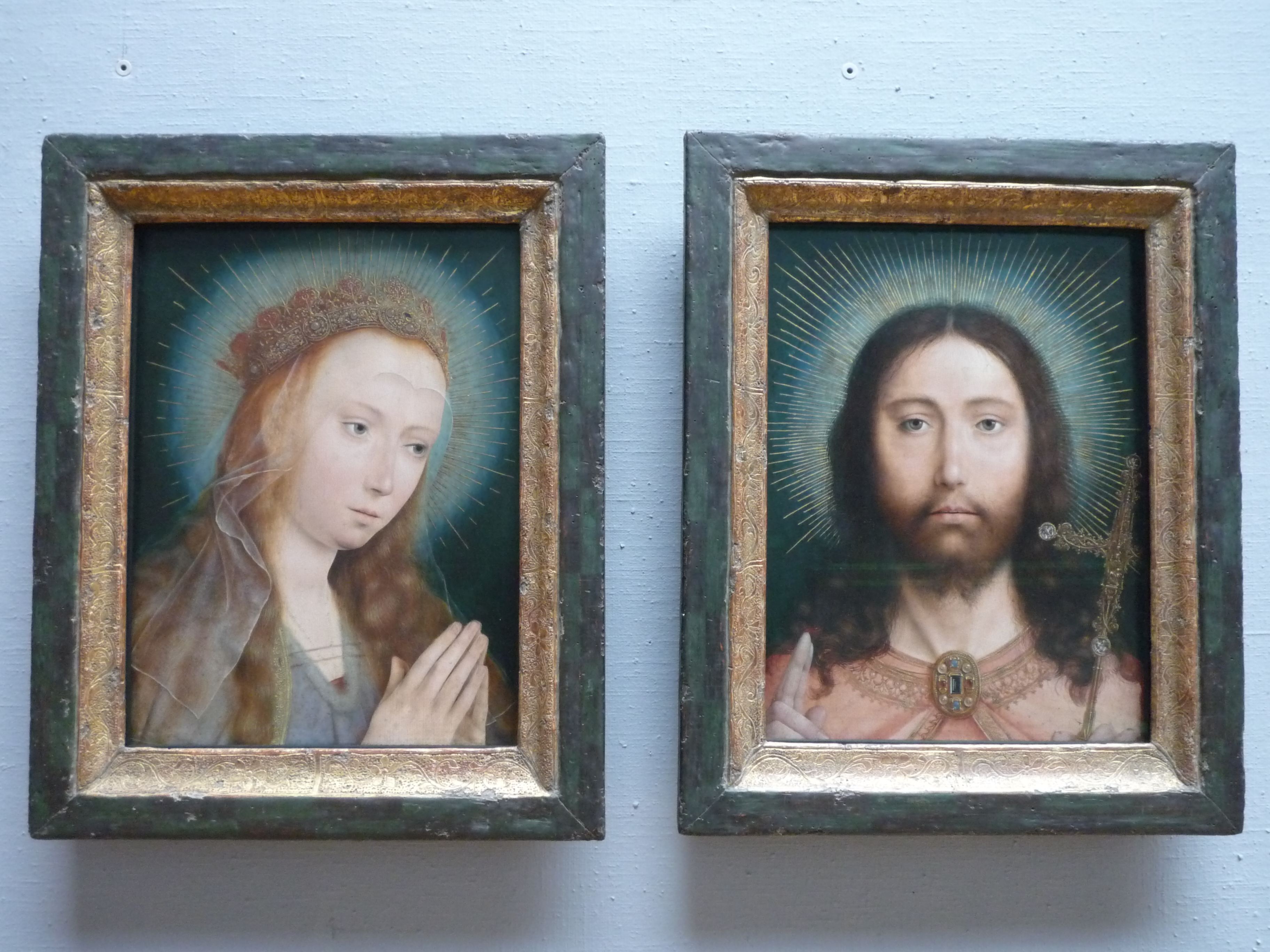
Quentin Metsys, Vierge et Salvator Mundi, avant 1530 [242-241][31].
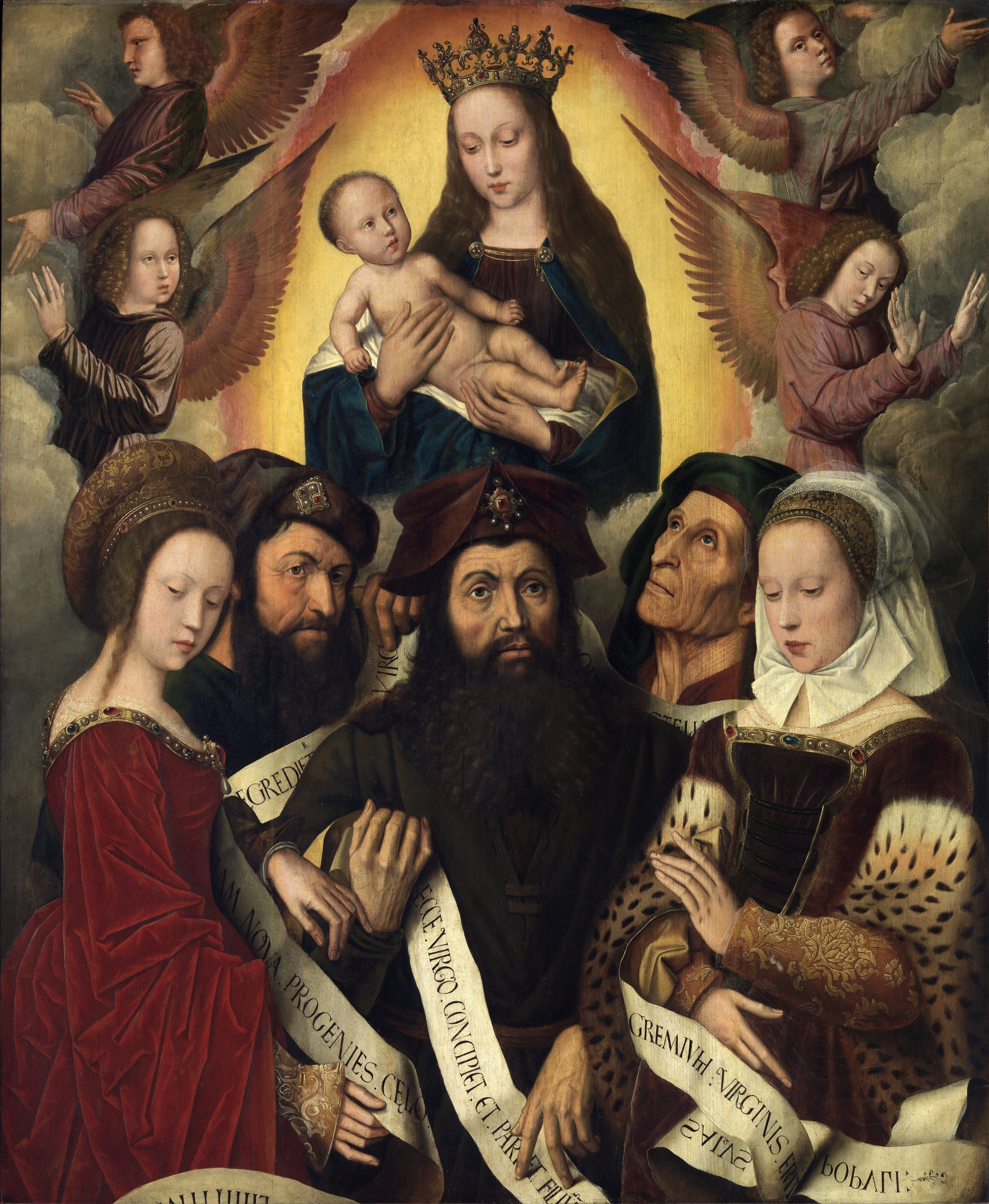
Ambrosius Benson, Deipara Virgo, vers 1530 [262][32].
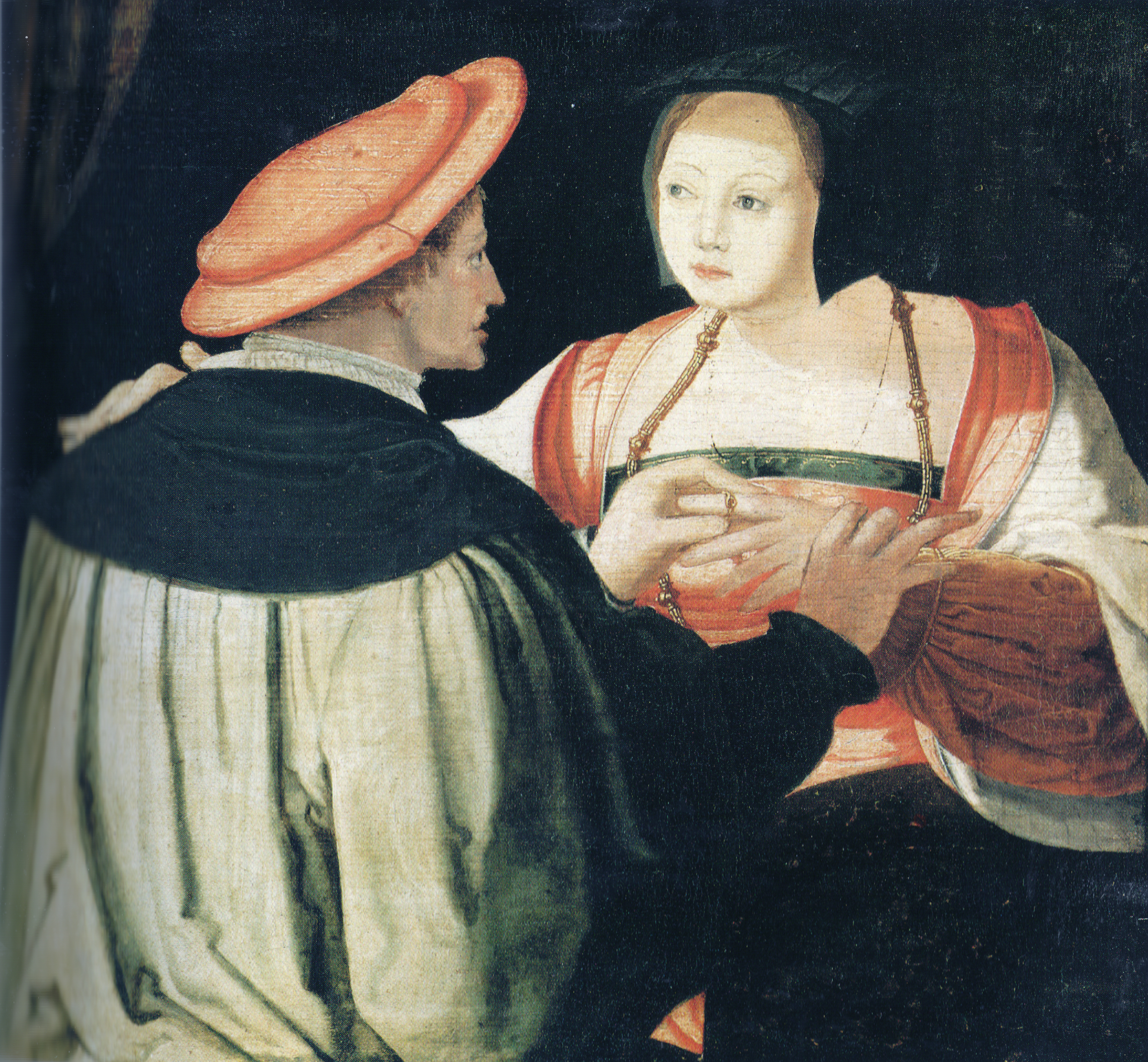
Lucas de Leyde, L'Anneau, vers 1530 [202][33].
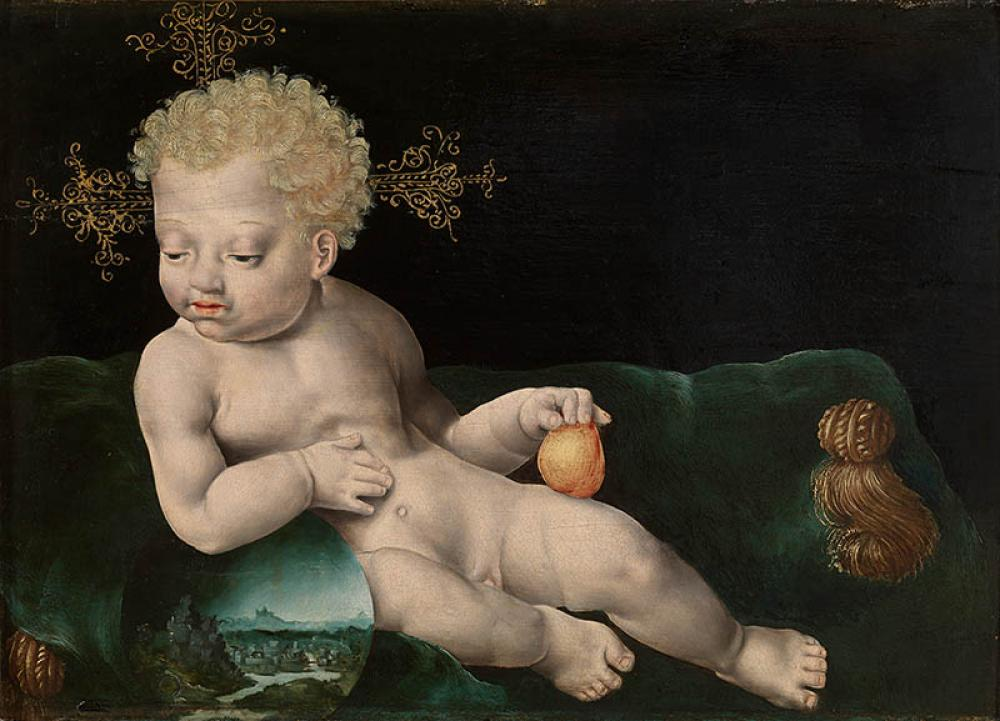
Joos van Cleve, L'Enfant Jésus, vers 1530 [459][34].
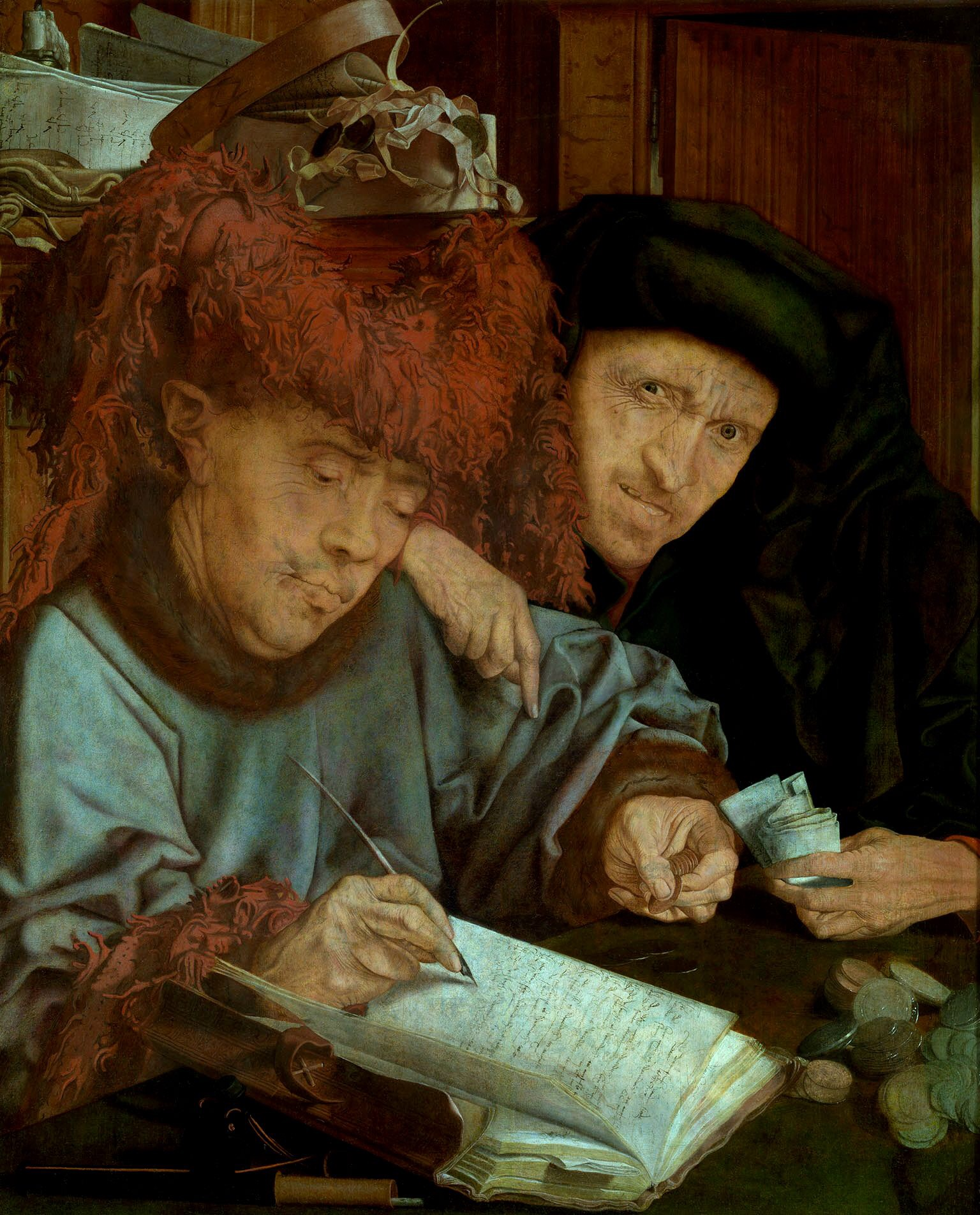
Marinus van Reymerswale, Le Receveur de la ville, première moitié du XVIe siècle [244][35].
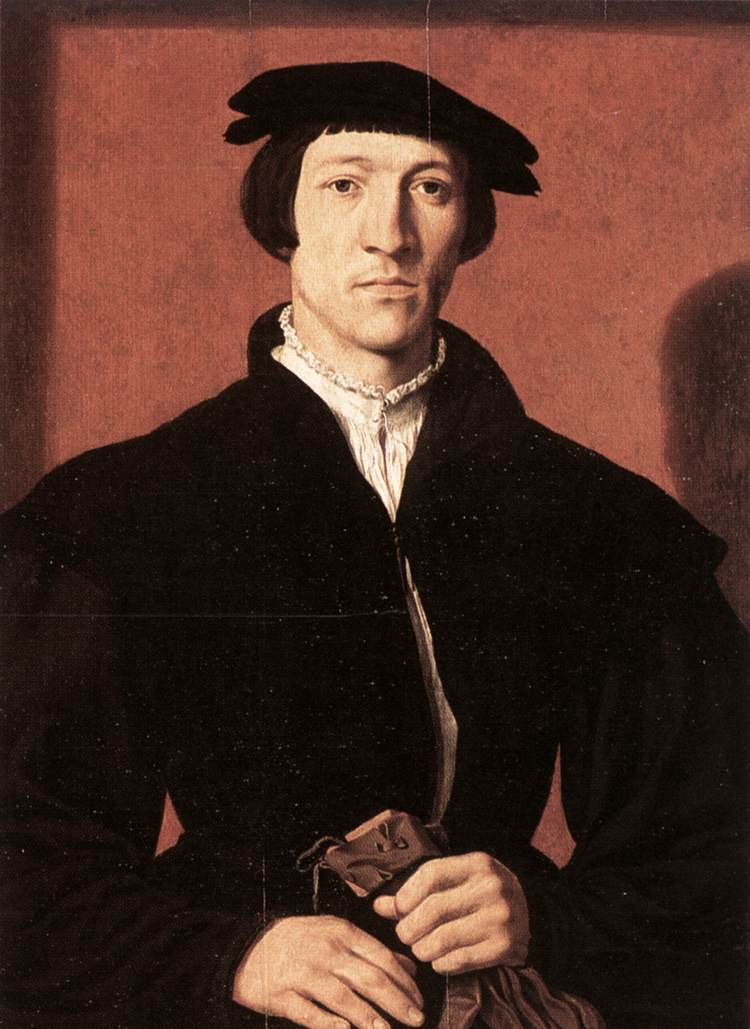
Maarten van Heemskerck, Portrait d'un homme, second ou troisième quart du XVIe siècle [564][36].
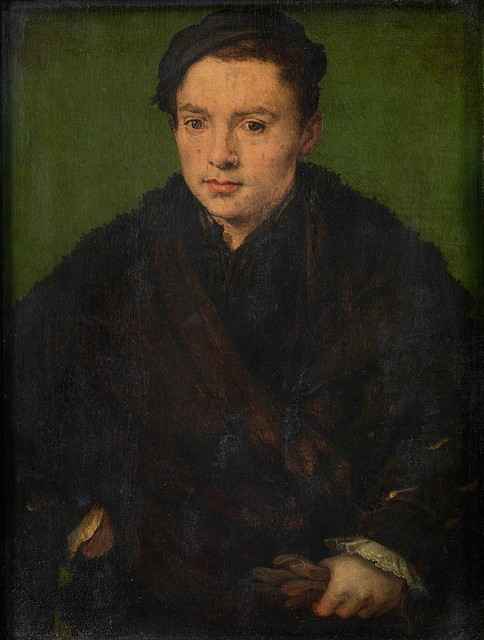
Corneille de Lyon, Portrait d'un jeune homme, milieu du XVIe siècle [546][37].
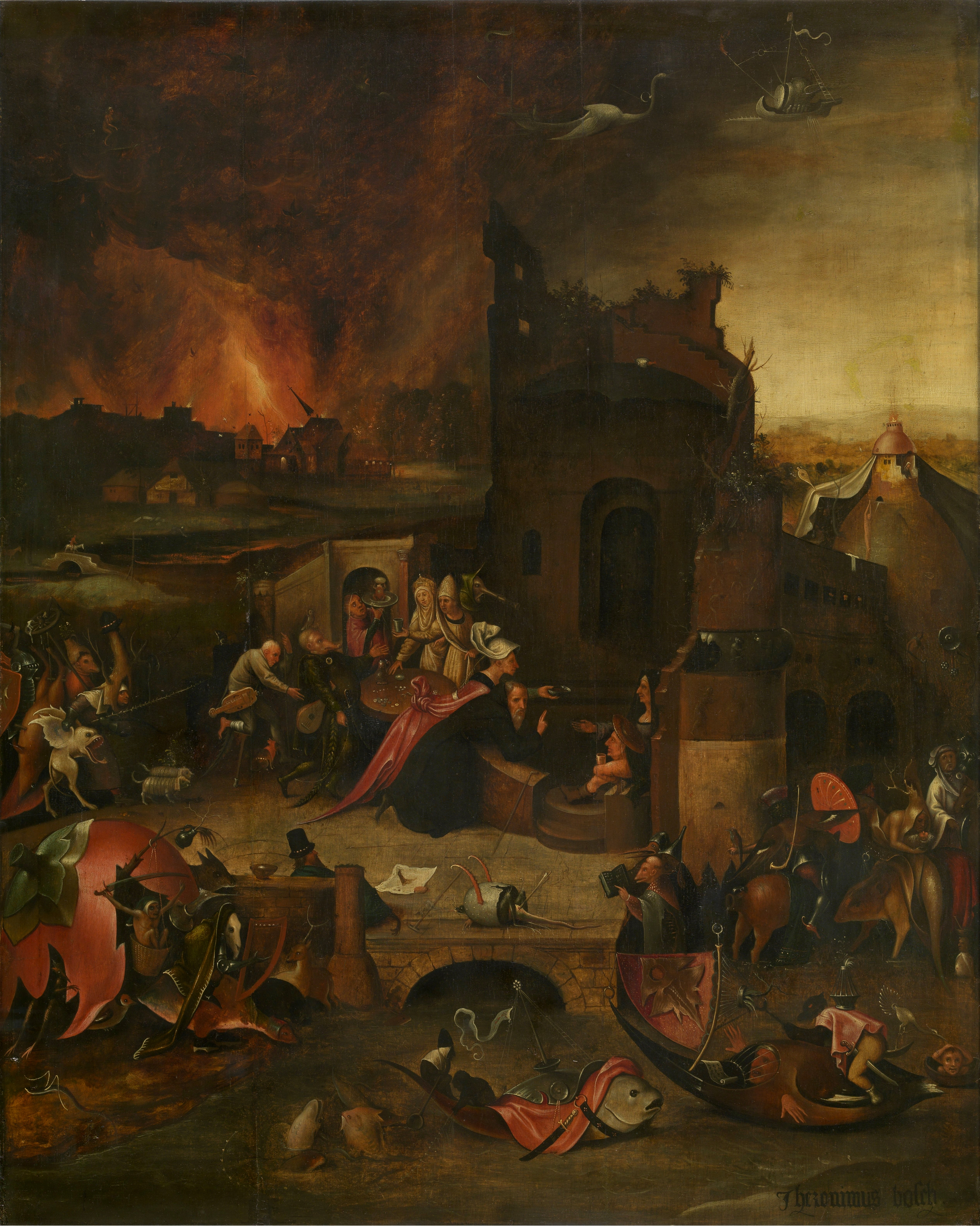
Suiveur de Jérôme Bosch, La Tentation de saint Antoine (copie partielle du triptyque de Lisbonne), milieu du XVIe siècle [25][38].
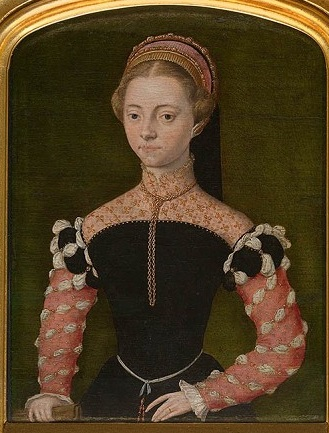
Catharina van Hemessen, Portrait d'une jeune femme, milieu du XVIe siècle [182][39].
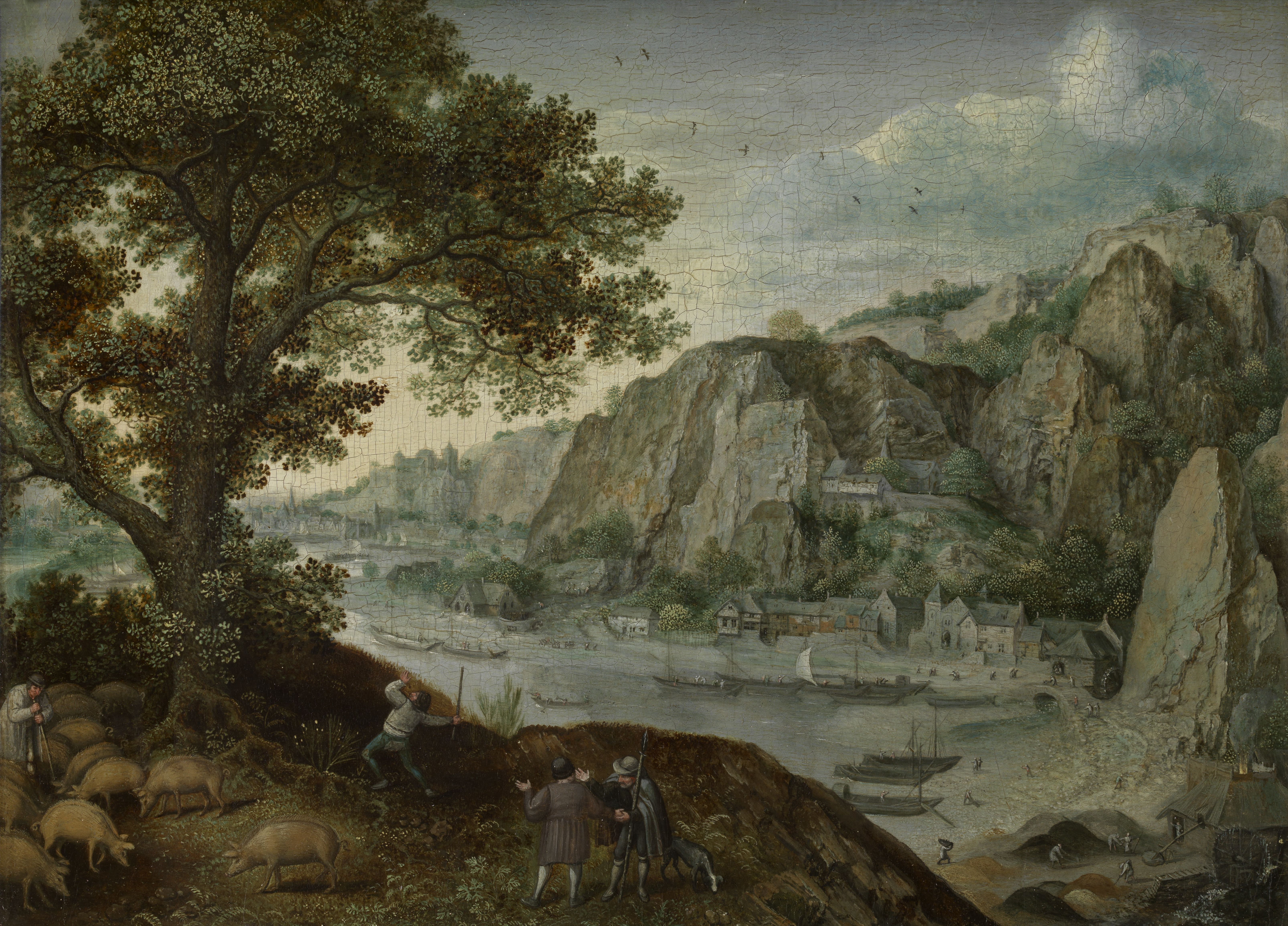
Lucas van Valckenborch, Vue d'Huy depuis Ahin, seconde moitié du XVIe siècle [30][40].
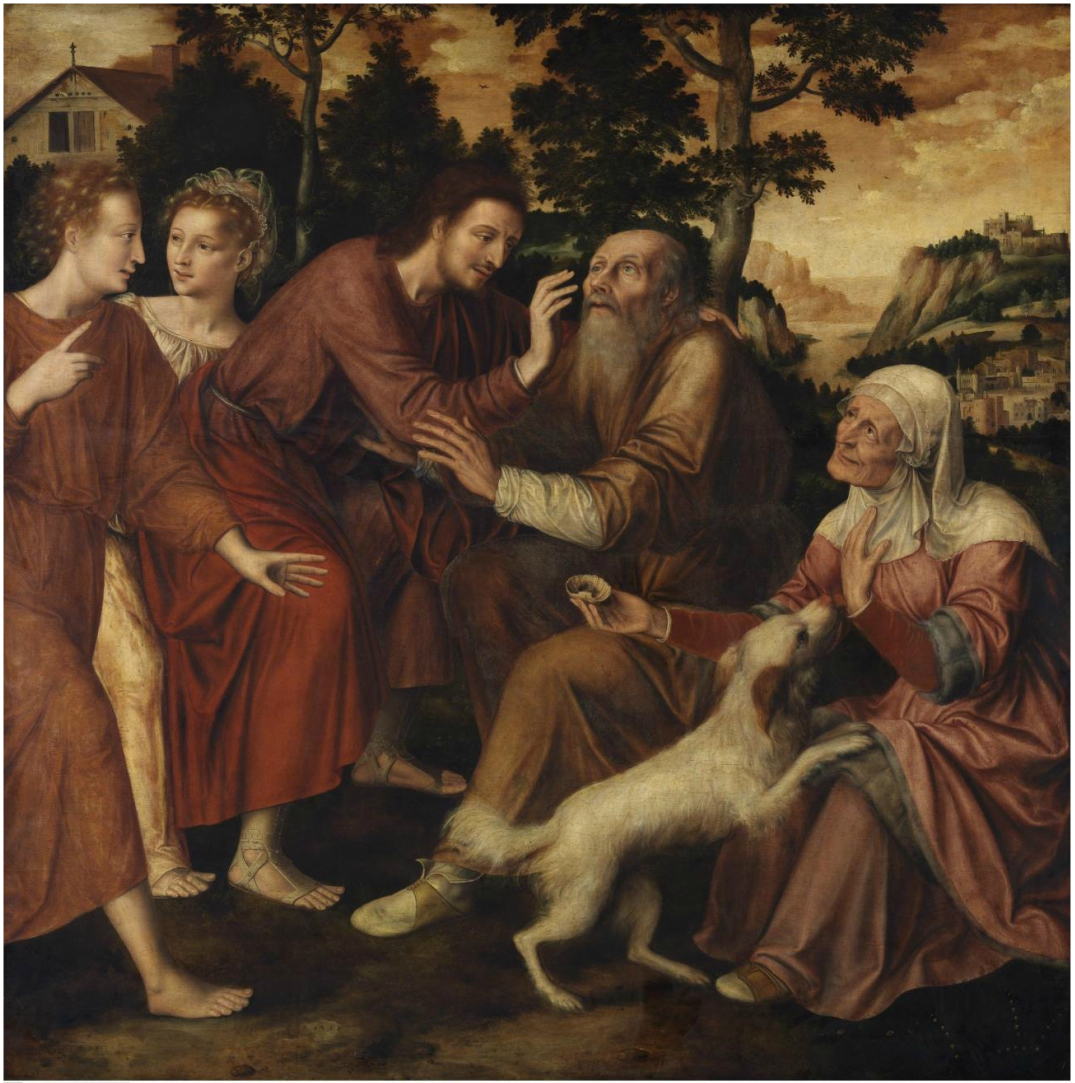
Jan Matsys, La Guérison de Tobie, seconde moitié du XVIe siècle [252][41].
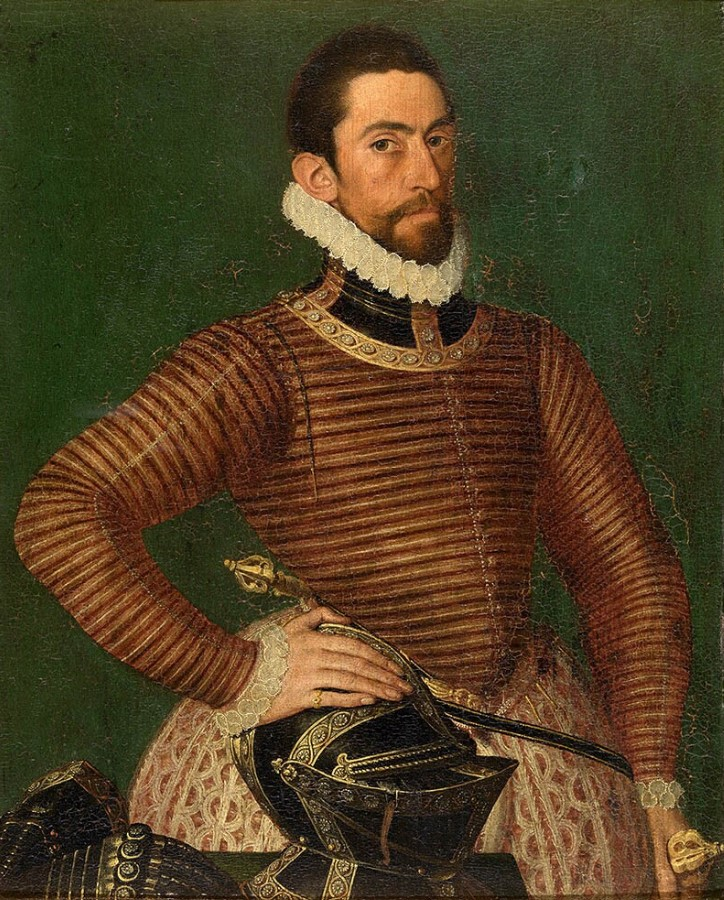
Attribué à Gillis Claeissens (en), Portrait présumé de Gabriël Cambry, seconde moitié du XVIe siècle [545][42].

#### Autres écoles

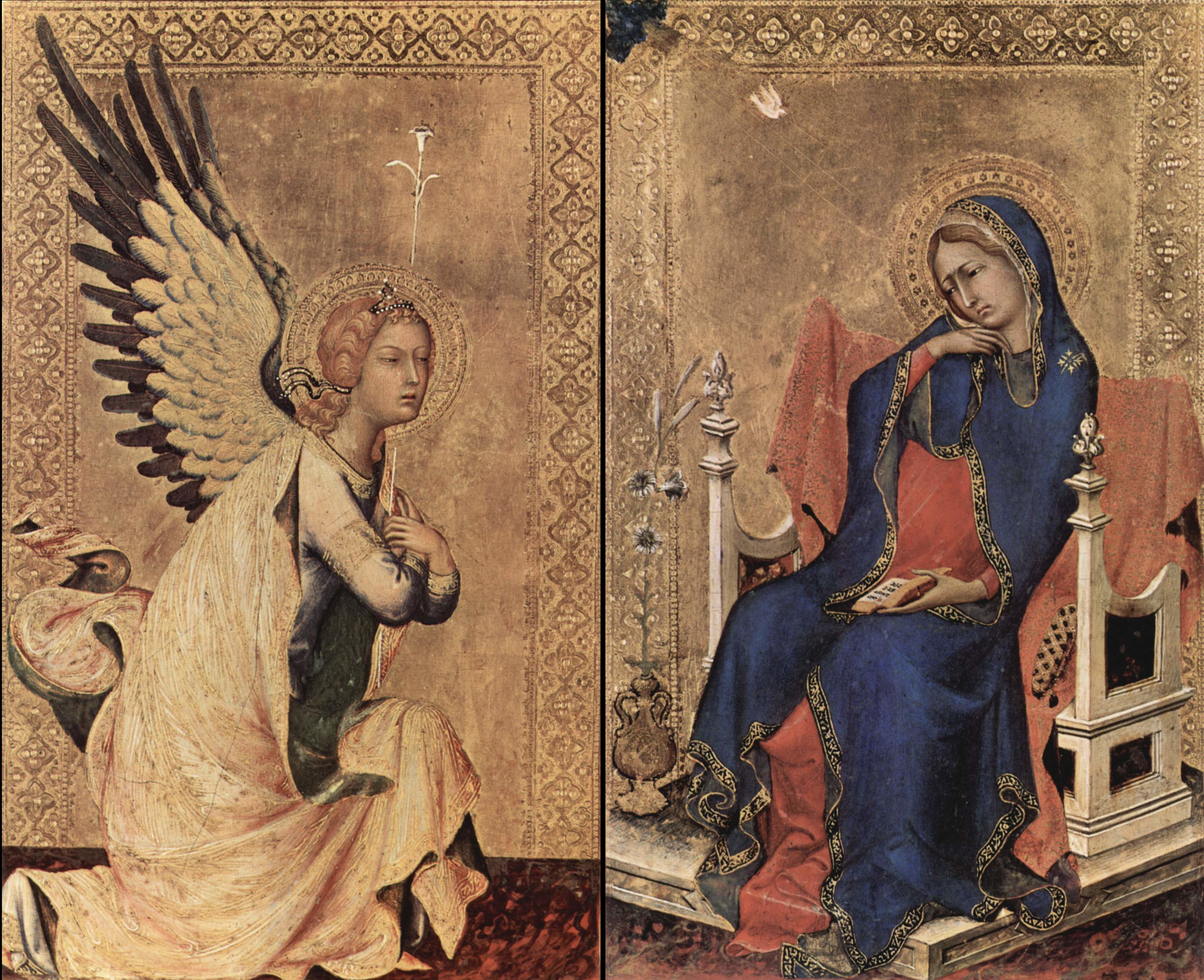
Simone Martini, L'Annonciation (panneaux du polyptyque Orsini), tempera sur panneau, première moitié du XIVe siècle [257-258][43].
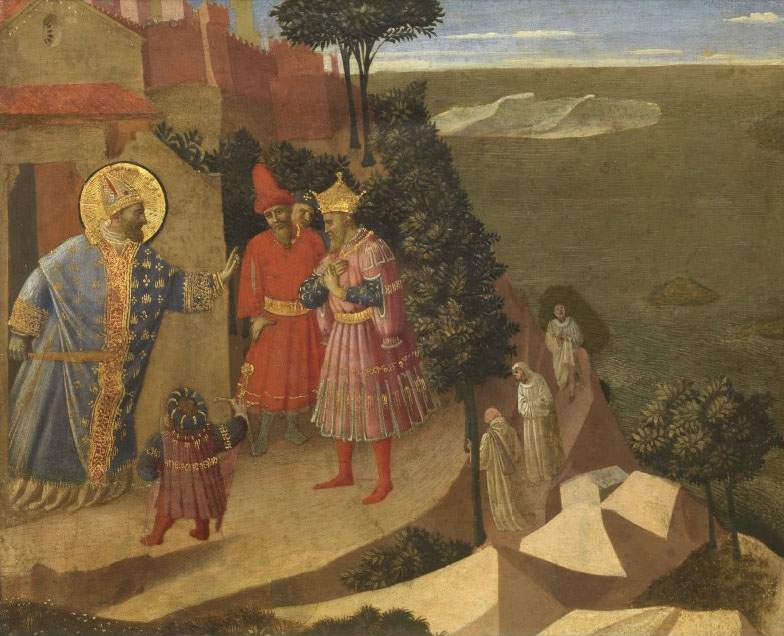
Fra Angelico, Saint Romuald interdit l’entrée du couvent à l’empereur Otton III, tempera sur panneau, vers 1430-1435 [3][44].
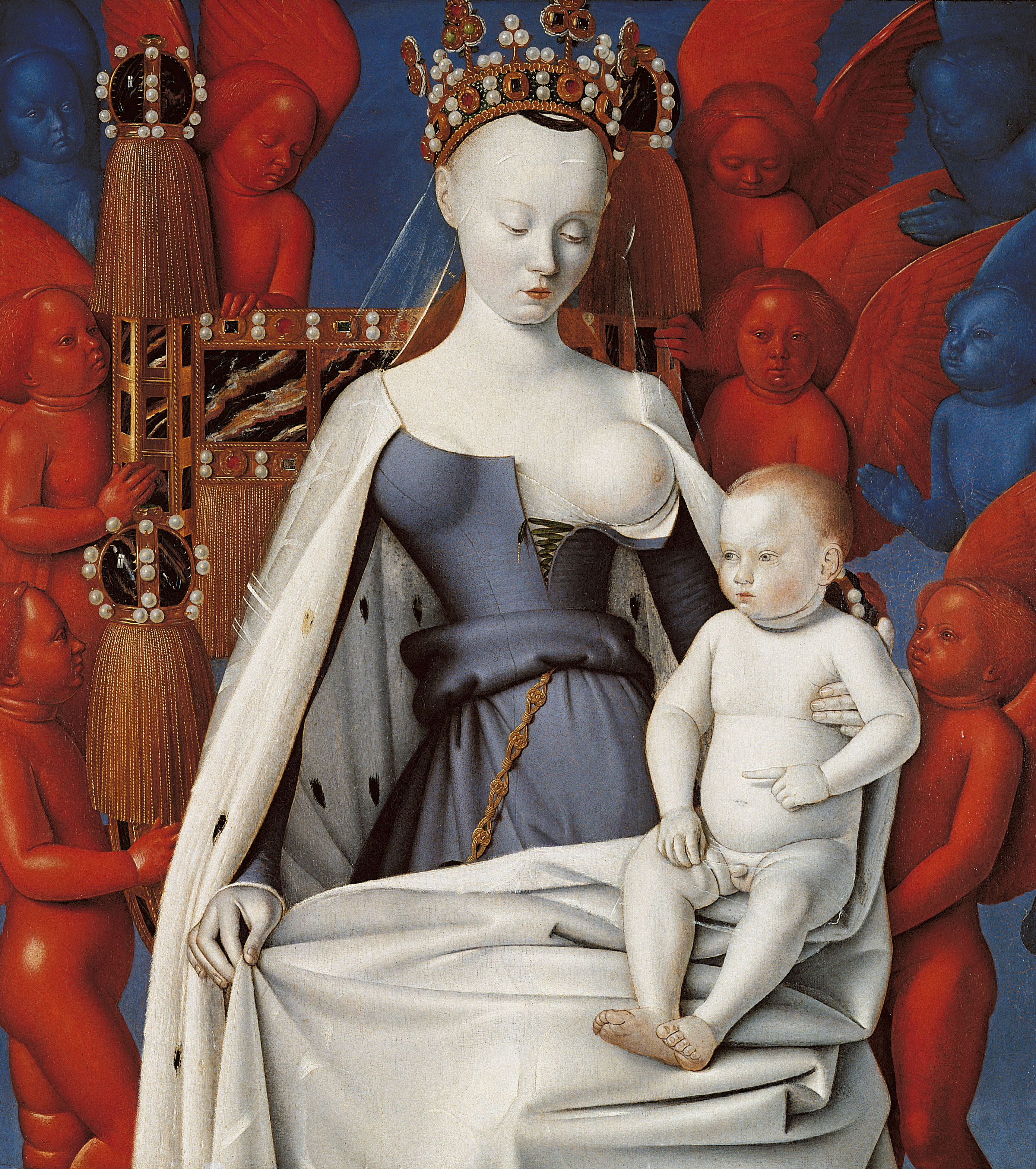
Jean Fouquet, La Vierge et l'Enfant entourés d'anges (panneau isolé du Diptyque de Melun), vers 1452-1458 [132][45].
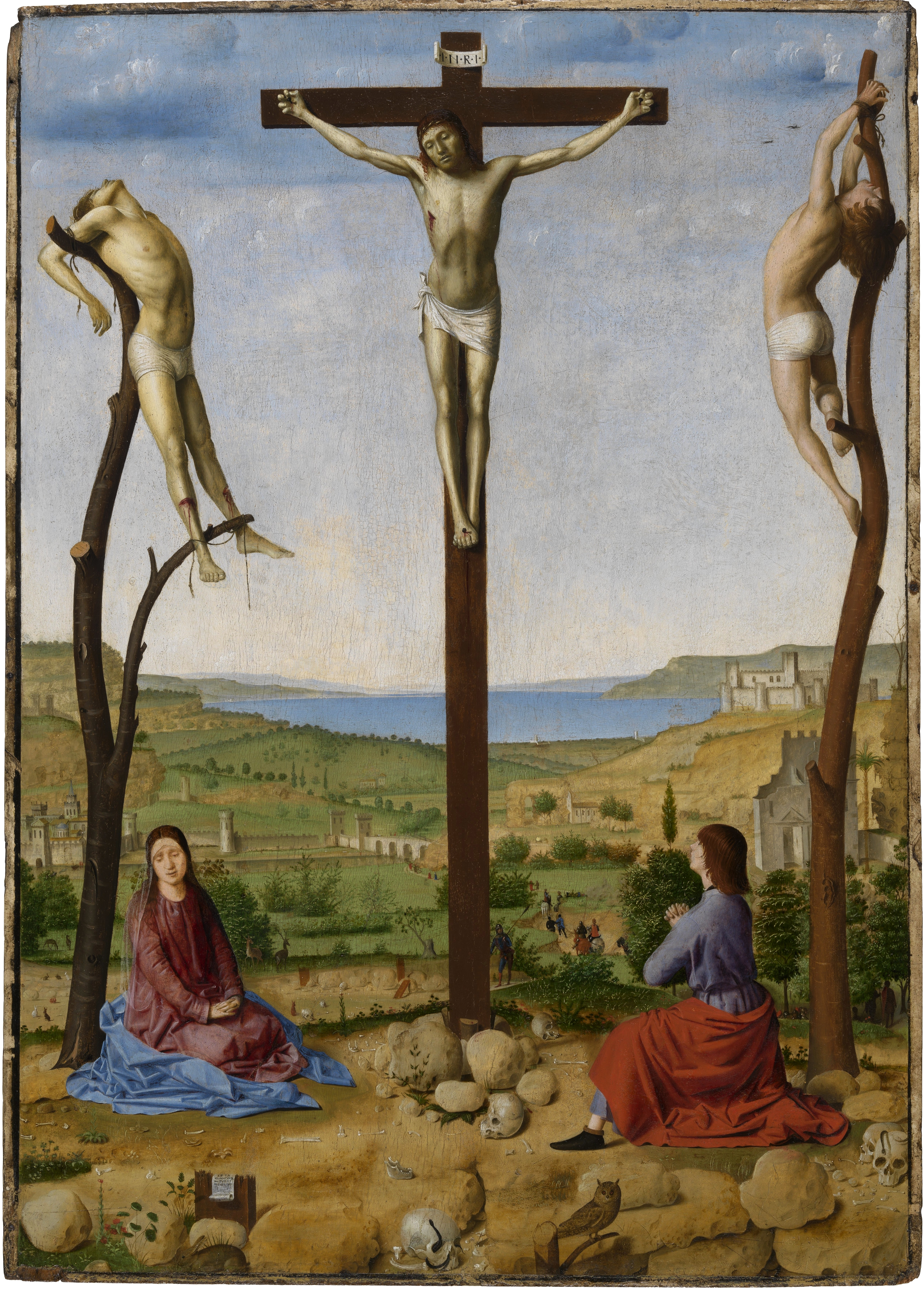
Antonello de Messine, La Crucifixion, 1475 [4][46].
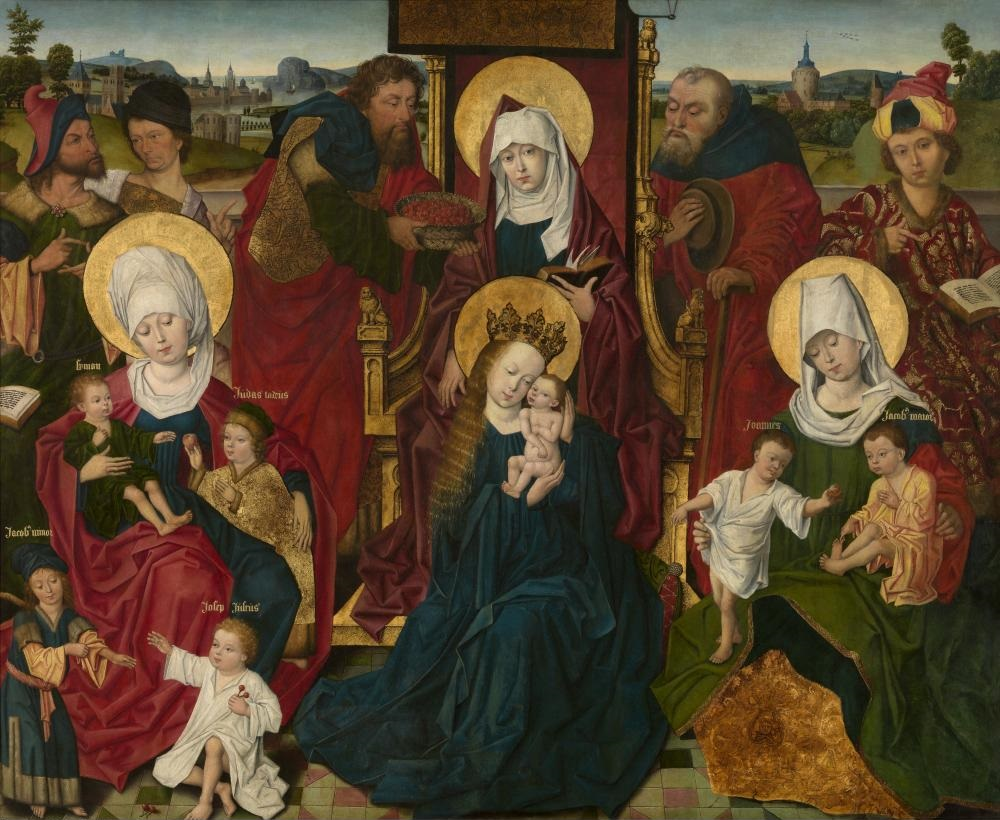
Derick Baegert, Sainte famille, fin du XVe siècle [123][47].
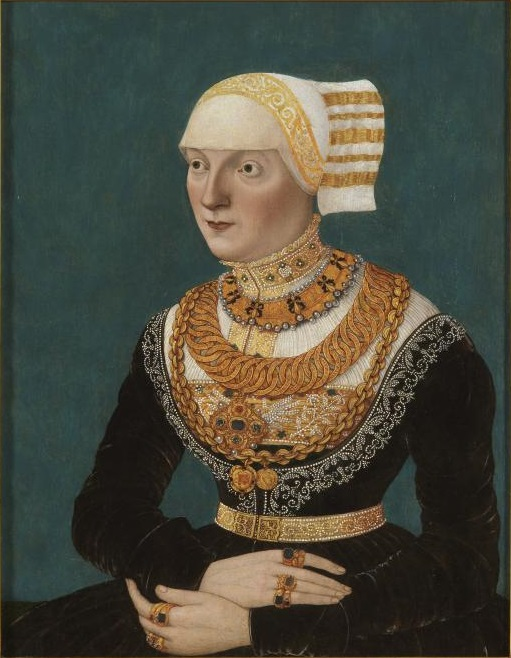
Conrad Faber von Creuznach (en), Portrait de femme, 1510 [560][48].
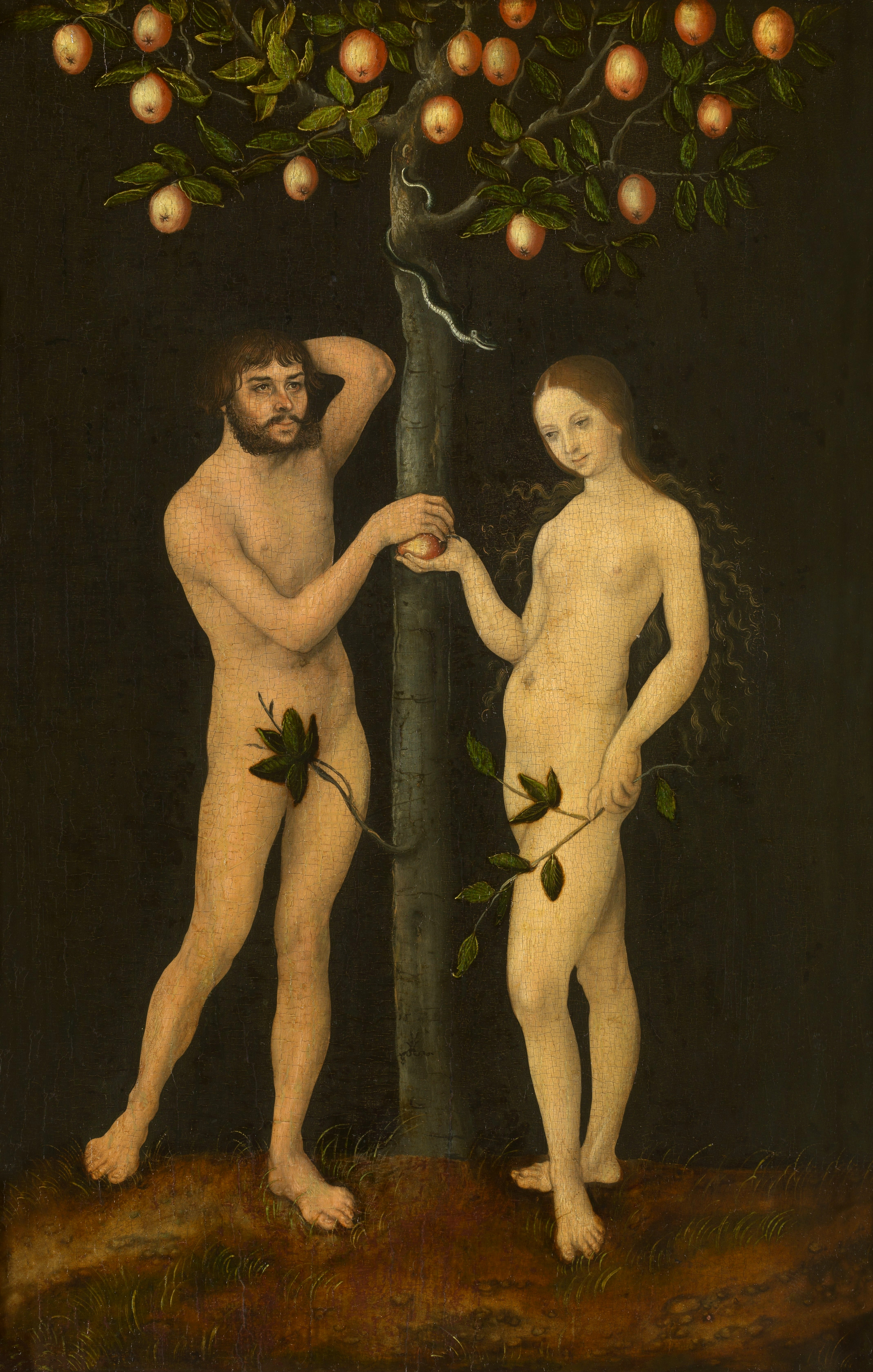
Lucas Cranach l'Ancien, Adam et Ève, années 1520 [42][49].
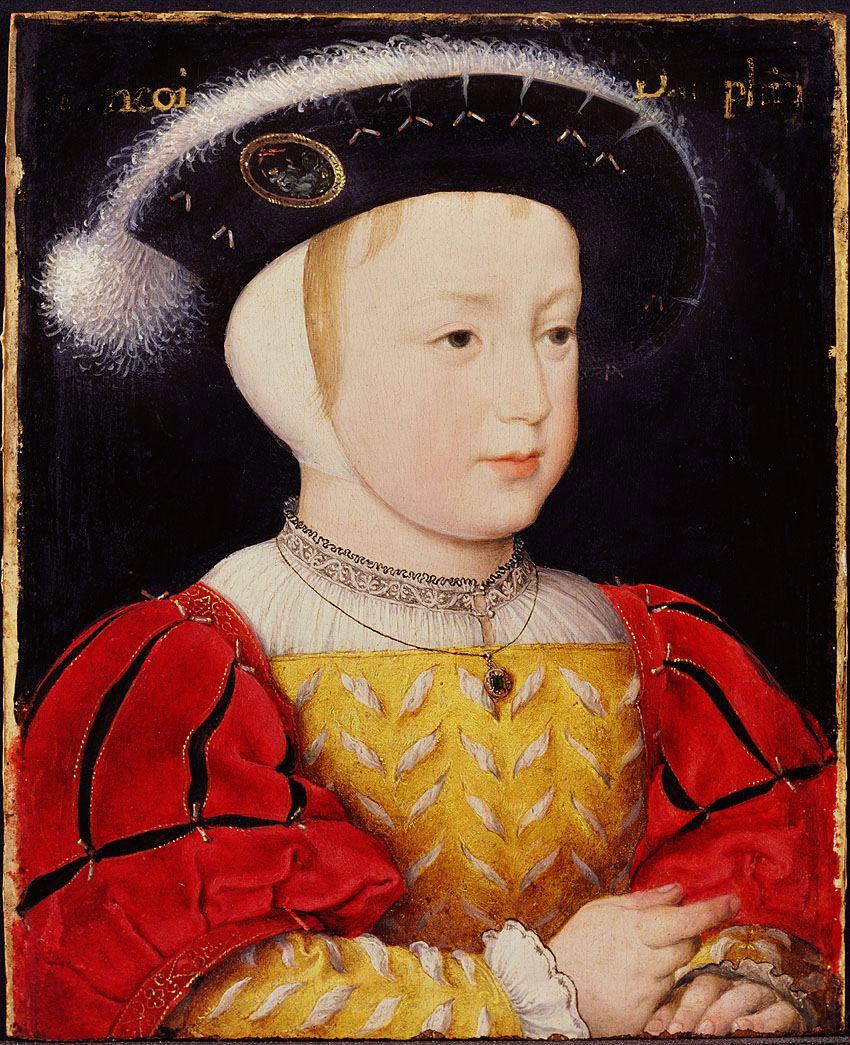
Jean Clouet, Portrait du dauphin François de France, vers 1520-1525 [33][50].
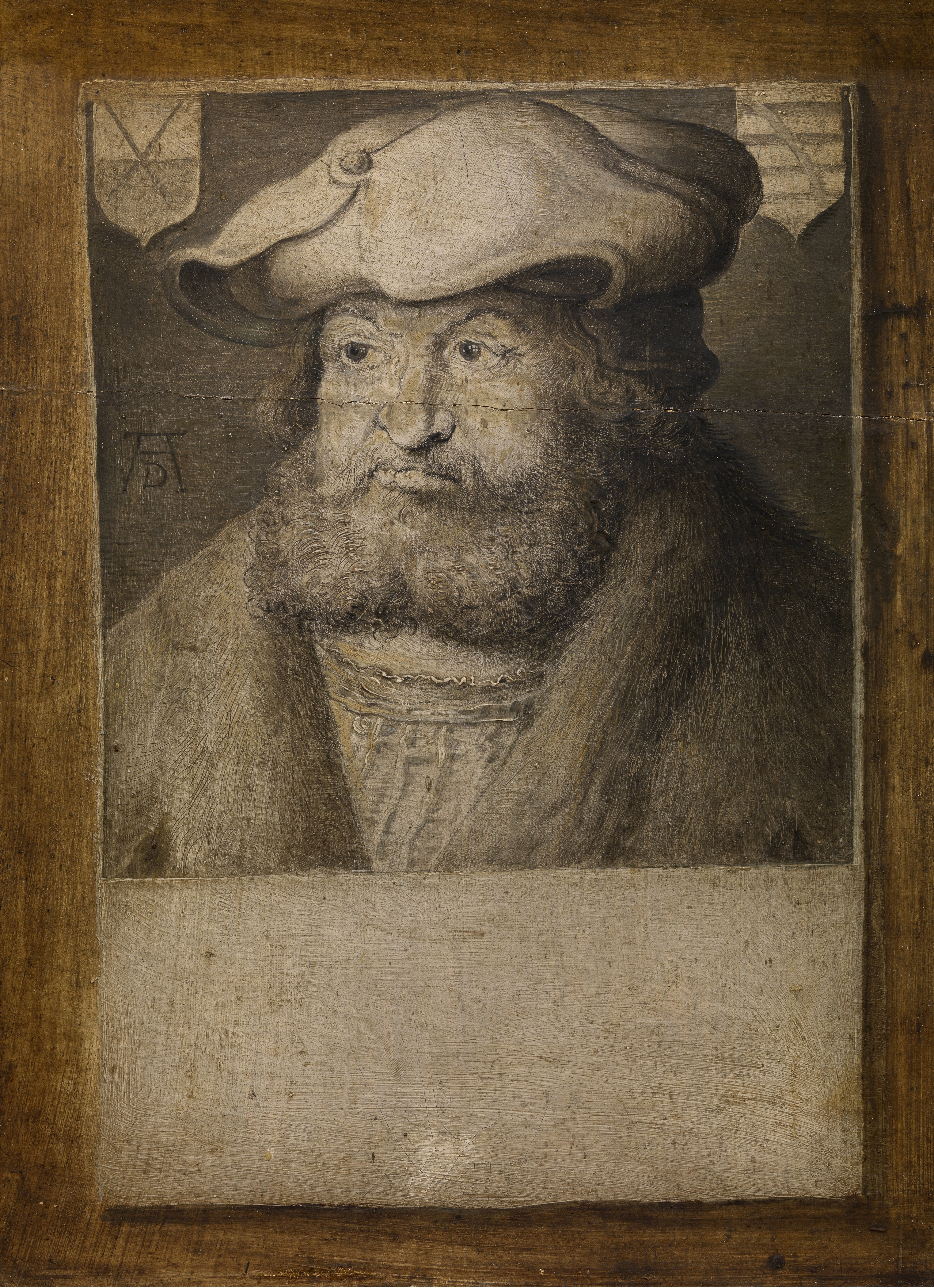
Albrecht Dürer, Portrait de Frédéric III de Saxe, vers 1524-1528 [124][51].
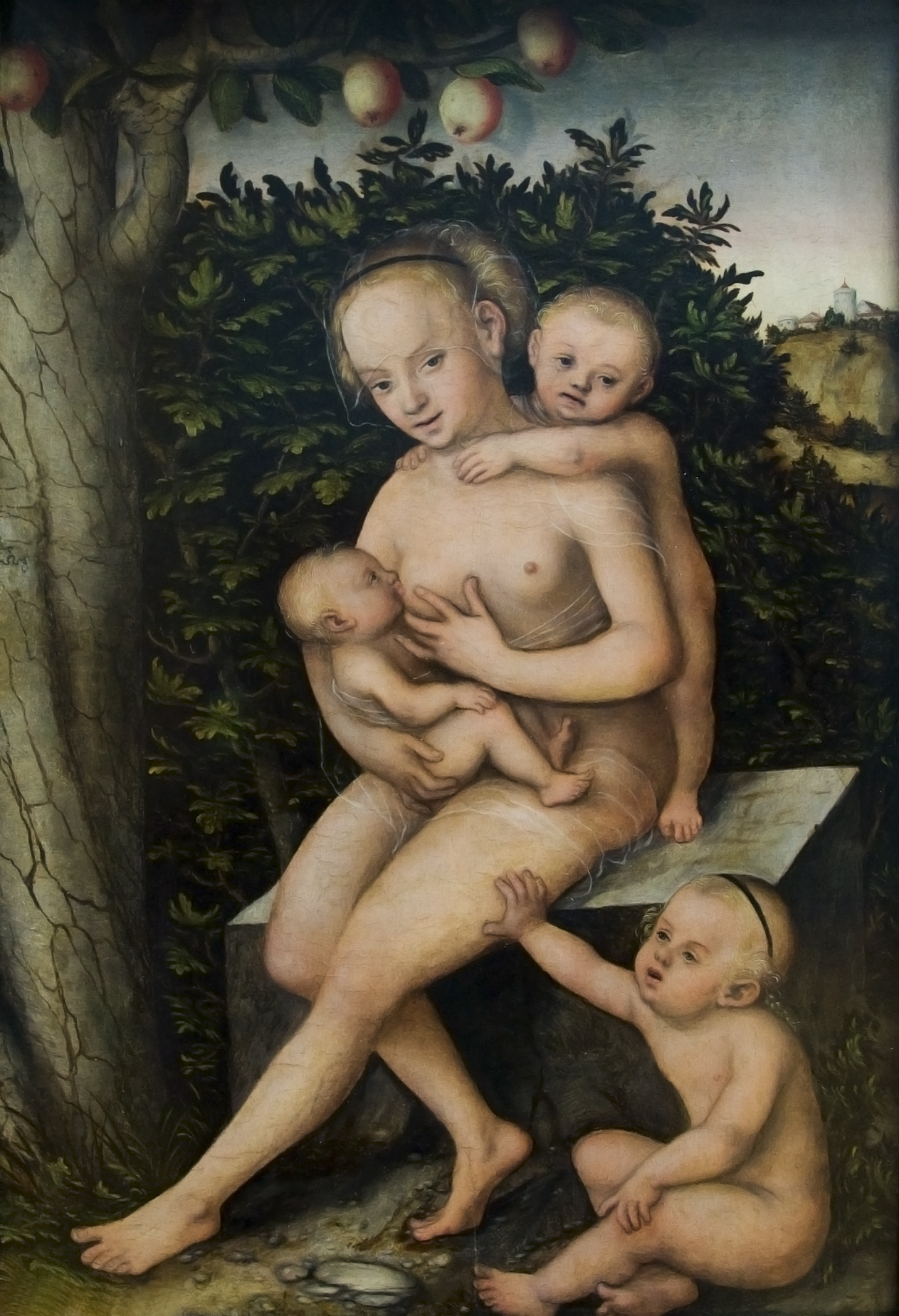
Lucas Cranach l'Ancien, Charité, vers 1537-1540 [43][52].

## Distinctions
- Chevalier de l'ordre du Lion néerlandais